# 史丹佛大學
小利蘭·史丹佛大學（Leland Stanford Junior University），通称史丹佛大學（Stanford University），简称斯坦福，是一所美國私立研究型大學，坐落於加利福尼亚州临近硅谷的史丹佛，是美国大学协会的创始会员，因其學術聲譽和创业氛围而獲評為世上最知名的高等學府之一。
史丹佛大學於1891年由時任加州參議員及州長的鐵路大亨利蘭·史丹佛和他的妻子簡·萊思羅普·史丹佛創辦，用以紀念他們因傷寒而於16歲生日前夕去世的兒子小利蘭·史丹佛。斯坦福大学建立之初即為男女兼收及宗教自由的學校，且於1930年代前所有學費全免。然而，因1893年利蘭·史丹佛的逝世及1906年三藩市大地震對校園造成重大損毀，該校面臨嚴峻的財政負擔，因而取消免收學費的政策。二次世界大戰後，時任學校教務長的弗雷德里克·特曼全力支持校友與教職員的创业精神，希望能建立一個自給自足的本地工業，這也是現今硅谷的源流。
史丹佛大學由七所學院組成，校園佔地 8,180 英畝（3,310 公頃），是全國最大的校園之一。該大學被卡內基教學促進基金會歸類為級別最高的第一級研究型大學。史丹佛大學設有公共政策智庫胡佛研究所。學校的校園位於矽谷的西北方，鄰近帕羅奧圖。
史丹佛學生透過36支代表隊參與不同的體育競賽，該大學是大西洋沿岸聯盟成員學校之一。截至2024年，史丹佛大學已經贏得了 131 次 NCAA 團體冠軍，並從 1994 年起連續 25 年榮獲 NACDA 董事盃。史丹佛學生和校友在历届奥运会上至少共獲得302枚奧運獎牌（其中包括153枚金牌）。
截至2024年，史丹佛大学的校友、教授及研究人员中，共产生了84名諾貝爾獎得主、8位菲尔兹奖得主以及29位图灵奖得主。史丹佛培養了不少著名人士，其校友涵蓋70名富豪企業家，17名太空員，2 位美國最高法院法官，4 位普立茲獎得主，亦為培養最多美國國會成員的院校之一。

## 校史

### 源流
1891年10月1日，大學正式辦學。當時校方共招攬了555名學生。在開學日當天，校長佐敦向首批學生致辭：“史丹福沒有任何傳統，亦不受任何傳統的阻礙。裡面所有的路標都直指前方。”

#### 成立

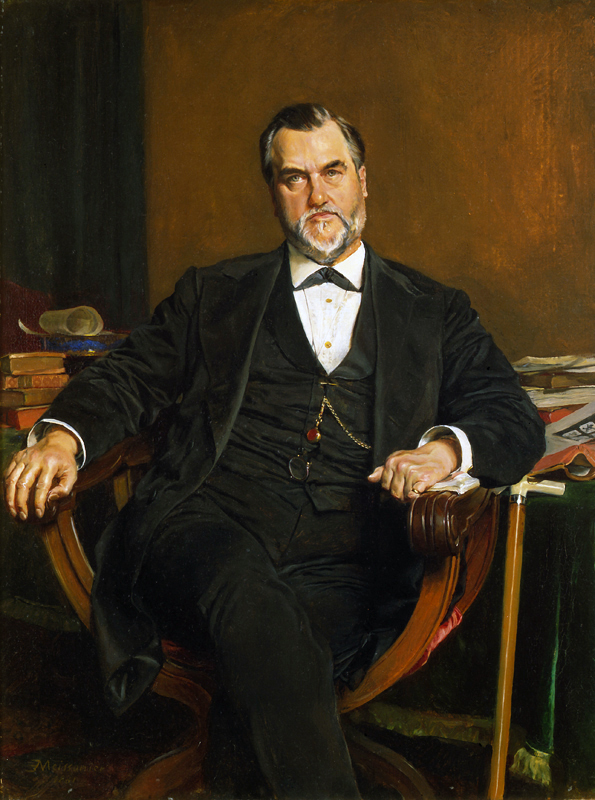
利蘭·史丹福畫像，繪於1881年（現展於大學藝術館）

史丹福大學是由時任加州州長及參議員的鐵路富豪利蘭·史丹福，及他的妻子簡·萊思羅普·史丹福於1891年成立的。大學以他們於十六歲生日前夕（1884年）因傷寒去世的兒子小利蘭·史丹福為名，以表紀念。利蘭·史丹福曾告訴他的妻子：“以後所有加利福尼亞的小孩都是我們的孩子。”
其後，史丹福夫婦拜訪了當時哈佛大學的校長查爾斯·艾略特，詢問有關在加州建立一所大学的所需資金的事宜，而他們得到的答案是五百萬美元（1884年的市值）。
最終，史丹福夫婦正式於1885年11月給予大學的成立基金。除了校園架構，他們還附明了其他的規條：
受託人......有義務亦應具備這樣的能力去：實行一個教育系統，引導學生在畢業後能找到他們所要追求的理想，並使他們聽到心中對於生命意義的呼喚；禁止一切在校的宗派指令，但仍需給予精神上的教育，並須告知學生遵從全能仁愛的造物主所定下的規條是人類的責任；教授合作及團體組織所能帶來的好處；給予兩性公平及同等的資源與對待；在帕羅奧圖維持一個農場的運作，以便向大學所有學系的學生提供基礎的農業科學教育。
史丹福大學至成立以來一直為男女校。不過，因注意到入讀的女生人數愈趨上升，簡·史丹福很快就勒令校方控制其人數在每年最多500名。她擔心隨著女性人數的上升，史丹福會變成“西邊的瓦薩學院”。這麼一來，學校就會顯得失去了紀念他們兒子的原意。後來到了1933年，校方將這項措施修正為3:1的男對女比例（本科生）。這比例一直維持到1960年代，當時的本科生男女比開始縮窄至大約2:1；不過，除了人文學院之外的其他研究院的比例則仍非常懸殊。發展到2005年，史丹福已經沒有任何的性別比例規定，雖說各研究院的男性人數還是略多（比例為1.6:1左右）。

#### 校園建設
他們最後選定了他們的田莊——位於聖塔克拉拉縣的帕羅奧圖牧場，作為建立大學的根據地。當時的人們亦常將該校直接稱為“農場”。
學校原始的“內方”建築物（1887-91年）是由建築師弗雷德里克·奧姆斯特德、弗朗西斯·沃克亞瑪撒及利蘭本人所設計。校園建設的基石可追索至1887年5月14日，這天本應為小利蘭·史丹福的19歲生日。早在校園設計剛出爐的1886年夏季，利蘭就請了時任麻省理工學院校長的弗朗西斯·沃克亞瑪撒及著名波士頓景觀設計師弗雷德里克·奧姆斯特德前來參謀。奧姆斯特德負責校園整體的建築概念，他拒絕使用山地而建議多加利用實用平地。其後在秋季，波士頓的謝普利，魯坦與柯立芝公司獲聘用承辦校園建築工程。柯立芝採用了以半圓形拱門通道連接方形石制建築為特點的亨利·霍布森理查森式風格，並應史丹福夫婦的要求，加入了加州使命復興式建築，具有西班牙摩尔式建筑的特点。可是到了1889年，利蘭切斷了奧姆斯特德與柯立芝的合作，而餘下的建築工作則交給了第三者繼續完成。這些由紅磚及固態砂岩砌成的屋宇具有強烈的加州特色。
1903年美國總統西奧多·羅斯福到訪史丹福。他稱讚道：“現在，我來到了這麼棒的一所學府。我不知道你們是否看到它的美麗之處。你們的大學是經過如此優秀、忠於我們美國風格的建築師精心設計，他設計的不是奴性時尚，而是將古加利福尼亞式風格套用到了一所新大學的建築身上。一所在外觀上如此獨特的大學，配上峽谷地理格局及秀麗的天空，再加上這些漂亮的建築物，如果它最後沒有成為一所最為適合市民、最為適合學術發展的地方的話，我會感到非常失望。”

#### 早期行政
1891年春季，史丹福夫婦誠邀時任康奈爾大學校長的安德魯·迪克森·懷特作為這所新成立大學的第一任校長，但卻遭婉拒。安德魯推薦當時的印第安纳大学校長、年逾四十的大衛·斯塔爾·佐敦擔任此職位。佐敦的教學思維與史丹福非宗派、男女平等的創校理念互相配合，而他最後也答應了出任史丹福校長一職。他於1891年6月到達史丹福並馬上計劃聘請導師，以便能順利在10月正式辦學。在如此短的時間限制下，他只有力邀自己在學術界裡的熟人擔任教職員，最終請來了15名來自印地安那大學及他的母校康奈爾大學的教授。這些原始教職員包括：數學家羅伯特·阿勒代斯、植物學家道格拉斯·坎貝爾霍頓、動物學家查爾斯·亨利·吉爾伯特、歷史學家喬治·艾略特·霍華德、生理學及組織學家奧利弗·皮布爾斯·詹金斯、土木工程學家查爾斯·大衛·馬克思、物理學家費爾南多·桑福德及化學家約翰·馬克森·斯蒂爾曼。1891第一學年的大學職工總計是35位。在第二個學年（1892-93年），佐敦又成功招聘了心理學家弗蘭克·安格爾、土木工程師利安德·M·霍斯金斯、古典語言學家沃爾特·米勒、另一名動物學家喬治·C·派斯及另一名歷史學家阿爾利·B·蘇。這兩批教授大部分都一直在史丹福任教直到退休。因此，他們都獲稱為大學的“宿衛”。
史丹福大學的正式校訓為，這是由校長佐敦親自於烏爾里希·馮·胡滕眾多格言中所挑選出來的，意指“讓自由之風吹”。不過在一次世界大戰中，此校訓因國內反德情緒高漲而引來爭議及懷疑，而當時學校則稱此德文格言並沒有獲得官方承認。

#### 早期財政

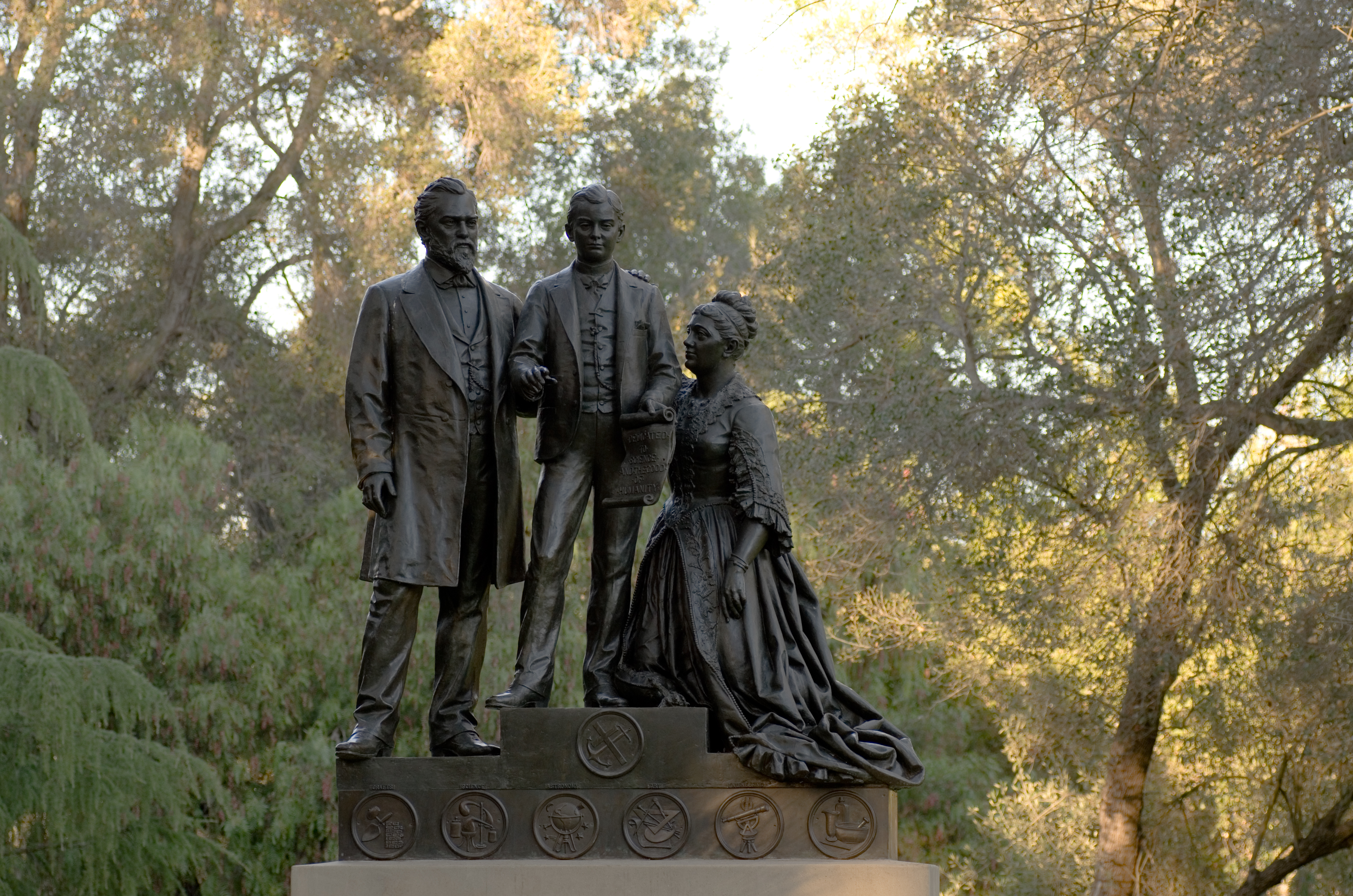
利蘭·史丹福與其家人紀念銅像

隨著利蘭·史丹福於1893年逝世，大學的運作因財政問題而變得岌岌可危。政府對史丹福房地產涉及一千五百萬美元的訴訟及1893年經濟恐慌，使校方面臨嚴重的入不敷支問題。大多數的大學受託人建議暫時停止辦學，直到找到解決的方法。可是，簡·史丹福堅持繼續大學的運作。後來，隨著有關訴訟於1895年的擱置，校方定下了大學紀念假期。史丹福法律學院的一名學生喬治·E·克羅瑟斯，在1896年畢業後成為了簡·史丹福的重要顧問。克羅瑟斯與他的哥哥湯瑪斯（同樣為史丹福校友及律師）合作找出並更正了數個大學成立條款中的法律失誤，並成功遊說修訂加州憲法豁免史丹福教育機構的稅項，這也使簡·史丹福可以合法地把她所持有的股票捐給大學。
不過，簡·史丹福在某些行為上被指偏心。她在1897年向受託委員會稱：“所有人都有與生俱來的毛病，故在這裡所接受的後天生命教育非常重要。”她其後禁止學生在藝術課上進行裸體掃描，勒令不准任何車輛在校園內行駛，及因不想損害史丹福的校園健康形象而不允許運用資金建立任何醫院。在1899-1905年期間，她亦於絕大部分的教職員及自資學生均生活於貧困中的情況下，動用三百萬美元建立史丹福家人紀念館。
可是總體而言，她對大學的發展貢獻良多。面對財務虧空的可能，她在1893-1905年期間親自負責大學的行政、財政以及發展的事務。在未來的幾年裡，她亦為了保持學校的正常運作變賣了自己的私人珠寶財物，並在1901年把市值三千多萬的資產過讓給大學（這幾乎是她當時所有的家產），亦於1905年逝世前夕，同意將她合共七百萬遺產中的四百萬給予大學。這也代表著校方前後獲得史丹福夫婦合共四千萬的捐助（這相當於2010年的十億美元）。

### 20世紀
二十世紀初，史丹福因地震損毀而面臨經濟危機。不過，大學复修工程其後迅速進行，學校亦開始恢復元氣。到了1931年，史丹福與哈佛進行了全美第一個跨校電台辯論比賽。大學各個學術部門亦於1945年二次世界大戰過後，迅速發展起來。

#### 地震損毀

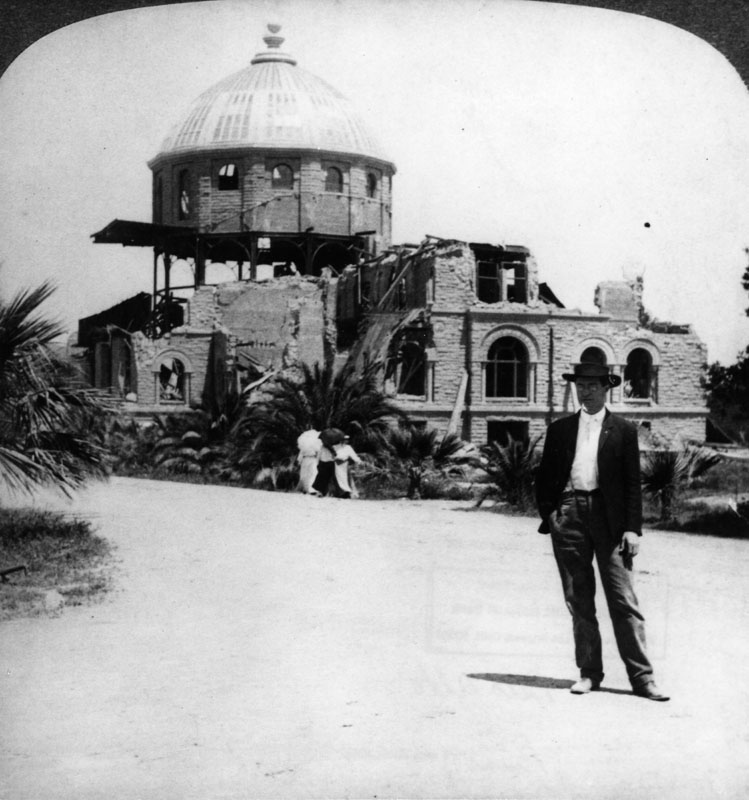
大地震後尚未完工的史丹福圖書館已變成廢墟

1906年三藩市大地震對史丹福大學造成嚴重損毀。大學包括紀念教堂在內的大部分主要的內方建築物，及大學主入口大閘均受到破壞。受破壞的主要是於1893-1905年利蘭·史丹福到簡·史丹福逝世期間所起的第二期建築物。校方後重建並保留了部分“內方”大樓、大學藝術館、舊化學大樓（自1986年起成為廢棄建築物，並在1989年洛馬普列塔大地震再次受到破壞）及恩西納會堂（後為本科生宿舍）。

#### 美式足球
1906-1919年期間，因大量的比賽受傷事故，高校美式足球賽事面臨消失的危機。儘管一些大學已經完全退出跨校足球比賽活動，另一些大學（如史丹福及加州大學）則轉向發展英式橄欖球項目。1906-1914年間，兩校亦一直將橄欖球作為它們主要的校園運動。可是校方很快發現，學生間的橄欖球活動漸漸融入了以前足球的玩法。後來，當固有的一些美式足球規則獲修訂後，全國高校足球運動的氛圍又再一次恢复，而這亦一直獲視作是其中一項具代表性的美式運動。

#### 胡佛學院
赫伯特·胡佛與他的未來妻子盧·亨利·胡佛均為史丹福首批學生之一。胡佛夫妻一生中均與大學有着緊密的聯繫。
史丹福的胡佛研究所圖書檔案館（正式註冊名稱：胡佛戰爭、革命及和平學院）便是由胡佛於1920年成立。他在1928年正式獲選為總統之前，一直負責美國在歐洲的一戰戰後救援工作。他最主要的目標是收集當代歷史的文檔記錄，其助手經常冒著生命危險到敵國（特別是納粹及共產統治的地方）拯救及修復稀有文件。他們最大的成功包括取得羅莎·盧森堡的論文、戈培爾的日記，以及俄國秘密警察在巴黎的記錄，相關的研究中心亦在胡佛的推動下成立。不過無可避免地，胡佛及大學校方在某些議題上曾發生衝突。1960年，格蘭·坎貝爾上任學院主席。隨著可觀預算的上升，胡佛學院的收藏及相關研究項目也扶搖直上。雖說當時為學生動盪的時期，但學院卻能一直發展（特別是中國及俄國的收集大增），並與史丹福有著更緊密的聯繫。自上世紀八十年代起，胡佛學院一直是美國保守派的智庫，並與圖書館及存檔庫有著不同的角色定位。至今，它亦成為了史丹福大學不可或缺的一部分。

#### 生物科學發展
史丹福的生物科學部門於1946-1972年間，因研究焦點的轉移而迅速發展，這主要受到冷戰等一些非學術的外在歷史因素影響。當時，史丹福的科學實驗發展經歷了三個階段。在上世紀五十年代初，有關部門仍採用獨立及自我導向式的發展模式，並忽略跨學科及政府援助的重要性。就在接著的十年內，生物科學的發展開始集中在微觀層面。而史丹福的生物科學實驗亦愈趨為應用及人類研究型。每個階段的研究重點亦在很大程度上受到社會議題的導向，如冷戰的發展、人造衛星的發射，以及公眾對藥物濫用的關注。

#### 高科技發展
對於本地自給自足的概念促使了矽谷的發展。早在1890年代，大學的領袖就認定了史丹福作為促使西邊繁榮的角色，因而制定了學校的發展方向。與此同時，普遍的西部人意識到東邊對於本地的剝削，故建立一個自給自足的本地工業得到了愈來愈多人的支持。他們使史丹福與高科技公司聯繫起來，奠定了矽谷首五十年的發展。這種獨特的西部本土社會思潮亦促進了矽谷在二十世紀上半葉的持續發展。
在上世紀四十到五十年代間，史丹福的督學局局長兼工程學院院長弗雷德里克·特曼，鼓勵大學畢業生創立自己的企業。他的勉勵隨惠普及瓦里安聯合公司的創立而發揮功效，直到矽谷在史丹福校園附近迅速成長。因此，弗雷德里克亦常獲稱為“矽谷之父”。他亦曾鼓勵威廉·肖克利回到自己的家鄉帕羅奧圖發展，後來威廉創立了肖克利電晶體實驗室。

#### 物理學發展
1962-70年間，為了能在七十年代建立史丹福電子與正電子不對稱環對撞加速機，劍橋電子加速器實驗室（由哈佛及麻省理工學院共同擁有）、SLAC國家加速器實驗室及美國原子能委員會作出商討及合作。這亦是全美第一個電子及正電子對撞束儲存環。巴黎（2001）曾經研究過這兩個大學實驗室的競爭與合作，並提議了相關的設施圖、選址因素細節的圖表，及六七到七零年間不同項目企劃的參數。在該項目尋求資金這五年內，有數個儲存環在歐洲建成，但大幅度的項目重申最終促使了更佳設計的出現。該設計很快就獲應用及建造，並為伯頓·里克特（1976年）和馬丁·佩爾（1995）年這兩位諾貝爾獎得主鋪下了道路。1955至1985年期間，隨著因有私立公司（主要為貝爾實驗室）、肖克利半導體實驗室、快捷半導體公司及帕羅奧多研究中心支持才能出現的三個工業革新浪潮，史丹福開始了其固態科技研究和開發。到了1969年，史丹福國際研究中心開拓了四個ARPANET（互聯網雛形）的其中一個原始節點。

## 校園

### 主校區

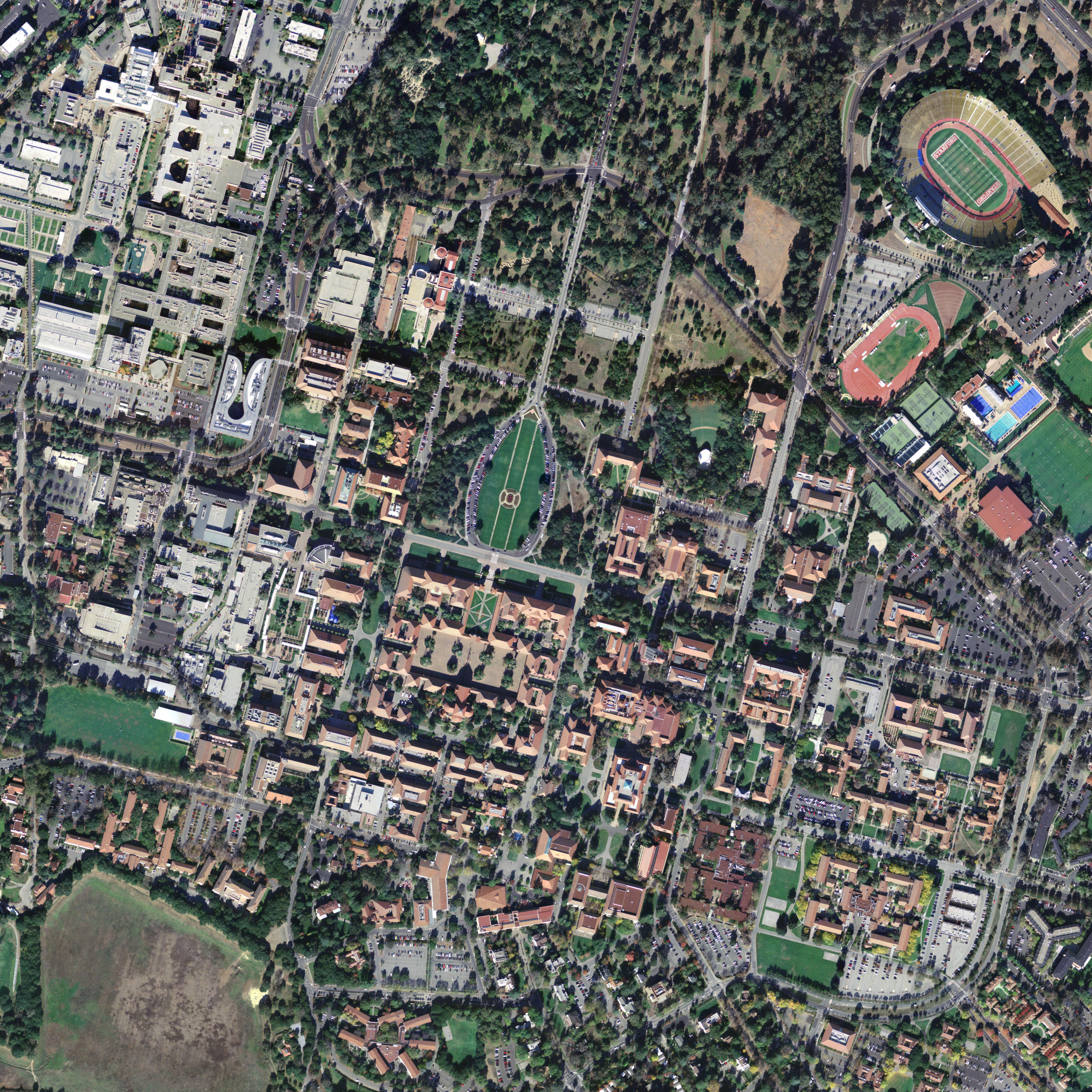
史丹福大學校園的航拍

史丹福大學面積達8,180-英畝（3,310-公頃）的校園位於三藩市半島。這在聖克拉拉谷（矽谷）西北部、三藩市中心東南邊約37英里（60）及聖荷西西北邊約20英里（32）處。大學本部接近帕羅奧圖，由史丹福大街及沙山路分隔，建築群大多爲優美的西班牙傳教風格。除主校區外，大學資產亦遍布其他一些外圍地方。
大學位於非建制地區聖塔克拉拉縣的本部為人口普查指定的區域。不過，某些大學資產（包括史丹福購物中心及史丹福研究園區）則在帕羅奧圖區內。另外，同為非建制區的聖馬刁郡（這裡包括SLAC國家加速器及碧玉嶺生物保護區）、門洛派克、伍德賽德及波托拉谷的大部分地方亦為史丹福大學的土地。美國郵政署給予大學兩個郵區編號：94305（用於校園郵件）及94309（郵政信箱）。大學隸屬650編碼區域。
史丹福曾於2011年9月獲《旅遊+消閒》雜誌評為國內環境最優美的大學之一，並獲MSN列為全球其中一所最美麗的大學。
物理學家維爾納·海森堡曾被問到是否清楚史丹福大學的地理位置。他回答說：“我知道是在美國西海岸，離三藩市不遠。附近還有一所大學，他們互相搶“斧子”。”最後一句其實是指柏克萊加州大學與史丹佛大學的體育榮譽之爭（每年勝利的一方有權持有“史丹福之斧”錦標）。

### 非主校區
史丹福大學現計劃開創或已經擁有數個非主校區地點。
與主校園同時建立的基於成立經費的地區包括：
- 碧玉嶺生物保護區：位於主校區南邊，佔地1,200-英畝（490-公頃）。為校方資產，供野生生物學家進行考察與研究。
- SLAC國家加速器實驗室：原本屬於史丹福，現在交由大學能源部負責運作。它包括世上最長的線性粒子加速器（英语：Linear particle accelerator），該長達2英里（3.2）的加速器坐落於426英畝（172公頃）的土地上。[62]
- 高爾夫球場及季節性湖泊：史丹福同時擁有自己的高爾夫球場，另有一個季節性湖泊——拉根尼塔湖（Lake Lagunita）。該湖泊為數量屬易危的加州虎鯢（英语：California Tiger Salamander）的居所。不過，拉根尼塔湖現時常乾涸，惟校方尚未計劃以人工方式注水。[63]

非建基於成立經費的地區則有：
- 霍普金斯海洋研究站（英语：Hopkins Marine Station）：位於加州太平洋叢林，為海洋生物學研究站。從1892年開始就由大學管理。
- 海外交流區：與一般的學生交流計劃不同，史丹福在外的交流區覆蓋面積甚廣，從北京到開普敦。另外，幾乎每處地點都有史丹福的老師（專任任教）及學生。[64]

正在計劃的地點囊括：
- 紅木城：大學於2005年在中點科技園（Midpoint Technology Park）購入一小片面積為35-英畝（14-公頃）的土地，打算在此建立部分教學辦公室。惟有關發展項目尚在計劃草議。[65]
- 中國：史丹福校方正與北京大學合作，準備在中國建立一處供研究員及學生工作及交流的小型校區。[66]

已放棄的發展計劃：
- 紐約應用科學園：2011年校方亦曾投標紐約市應用科學園的建設，可惜在年末放棄了此計劃。[67]

### 教職員住宿
史丹福大學教職員可享有特別的住宿待遇。他們可於離校園只有步行距離或能以自行車方式達到的“教師區”內居住，而這些土地建築均為史丹福資產。與分契式公寓形式相若，這些房屋可以進行買賣，惟相關土地只能以99年期限的形式出租。“教師區”內的屋宇亦會出現升值及貶值的情況，不過沒有矽谷的變化來得快速。若當作私人房屋的話，該區域的地產價格屬於高的一批。當地的單一家庭套房比位於帕羅奧圖的要昂貴。

## 學術泛論

### 教學

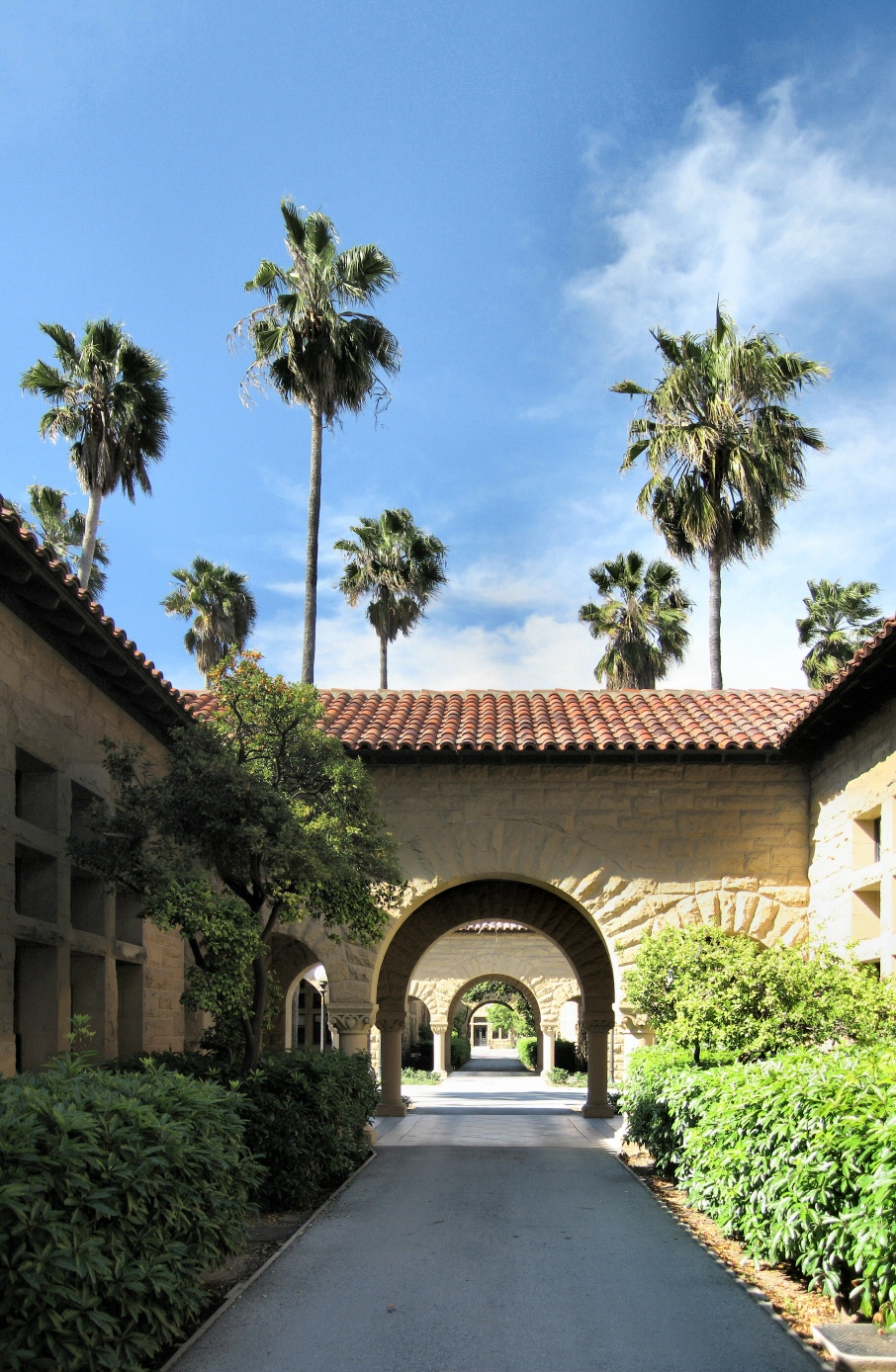
方院附近通向教育學院的走廊

史丹福是一所大型、擁有高住宿率及招收研究及專業學科生為主的研究型大學。四年的本科生課程錄取被指為“高選擇性及低轉入性”，並以文理學科為主（美國大多數專業學科（如醫學及法律學）一般僅錄取本科畢業生而非高中畢業生），亦有很多與研究生交流的機會。其教學獲得西部學校和學院協會的認可。
史丹福長期以來也是最難入讀的高等學府之一。在36,631名2016年的本科課程申請者當中，只有2,427人獲得錄取（比率只為6.6%），而2017年錄取率更創歷史新低，僅為5.07%。
本科生於最新2013-14年需繳付的學費為42,690美元。史丹福錄取援助的對象並不是美國市民及永久居民，而是國際海外生。這些學生有64%為平均獲得31,411美元的需要性援助的接收者。在2011/12學年，大學共給予了一億二百六十萬美元資助3,485名學生，每人平均獲得40,460美元。當中百分之八的人士是透過一些財政援助計劃獲得這些資助。史丹福的無貸款資助政策使多數年收入低於60,000美元的家庭不用繳交學費及住宿費。另外，多數年收入低於100,000美元的家庭則因此獲得了學費豁免（收入達150,000美元的也獲得一定的學費減免）。有17%的學生獲得佩爾助學金（美國大學通用的低收入家庭資助措施）。
史丹福目前有七所學術學院：
| 提供本科生及研究生課程的包括： - 人文科學院（Stanford University School of Humanities & Sciences） - 地球科學院（Stanford School of Earth Sciences） - 工程學院（Stanford School of Engineering） | 只提供研究生（或專業學科）課程的包括： - 醫學院（Stanford School of Medicine） - 法律學院（Stanford Law School） - 教育學研究院（Stanford Graduate School of Education） - 商學研究院（Stanford Graduate School of Business） |

大學校曆採用季節制度。每年的秋季通常始於9月底，而春季則於6月初結束。

### 研究學院與中心
史丹福有逾18所不同的實驗室及研究中心。它們均由副教務長及研究院長監管。
其他隸屬史丹福的研究機構包括：SLAC國家加速器實驗室（前身為史丹福線性加速器中心）、史丹福國際研究中心（原在大學校園內，現為獨立機構）、胡佛戰爭、革命及和平學院（公眾政策研究的智庫）及哈索·普拉特納設計研究學院（與波茨坦大學的哈索·普拉特納研究學院合作的一個跨學科設計學院）。蘇聯曾經由於無法在本國的圖書館內找到1917年3月的“真理報”（第一期）副本，而不得不求助胡佛學院提供一份原版的微縮膠片存檔。該校也是馬丁路德金手寫原稿的保存地。
該校亦是約翰·S·奈特專業新聞工作者獎學金及海洋解決方案中心的所在地，因而成為結合海洋科學與政策的地方。有關計劃旨在研究海洋相關問題的解決方針。

### 圖書館與電子資源
參見：史丹福大學圖書館

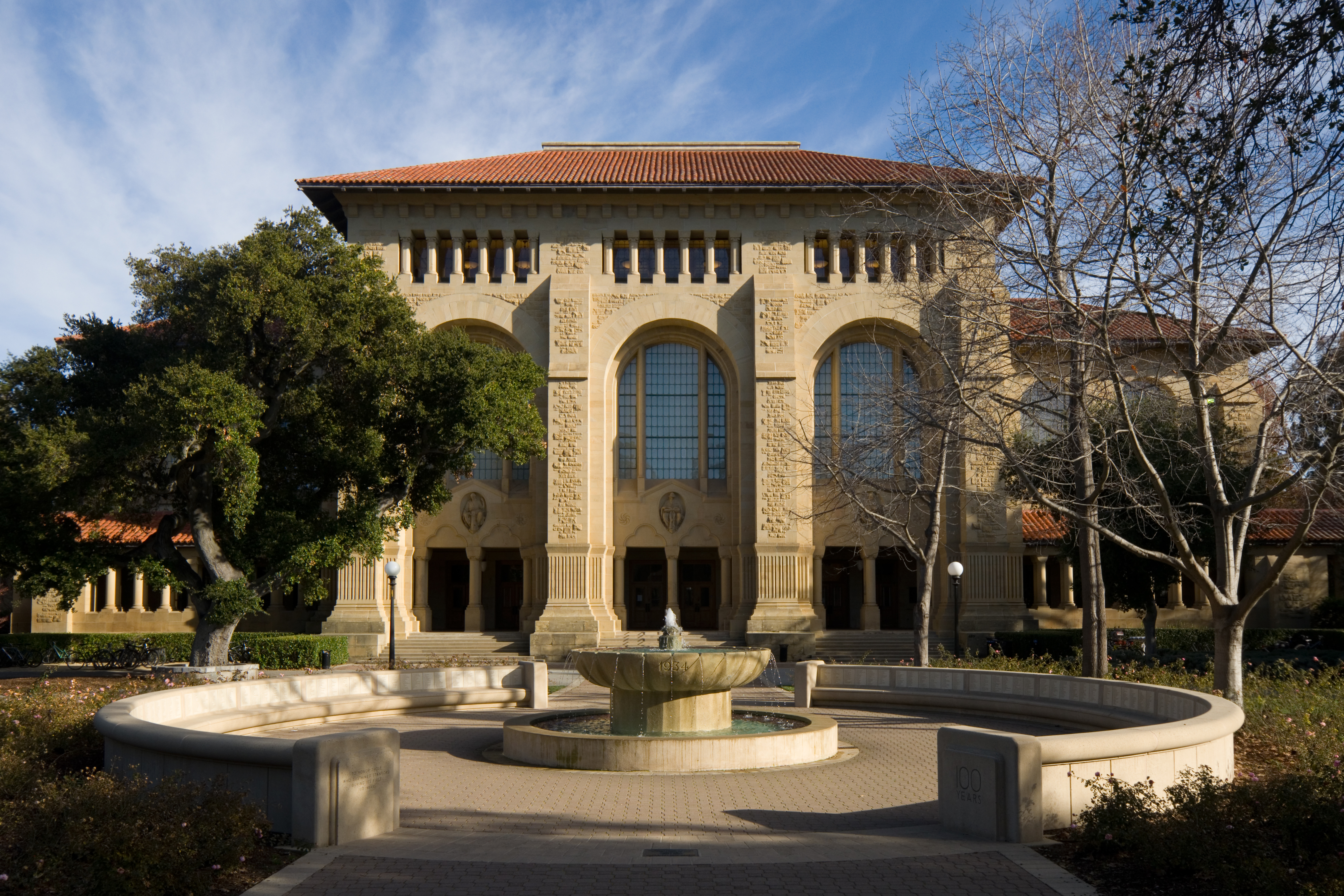
塞西爾H.格林圖書館

史丹福大學圖書館與學術信息資源（SULAIR）收藏了九百萬冊書刊、二十六萬冊稀有書籍、一百五十萬電子書檔案、一百五十萬視聽材料、六百萬微縮膠片存檔及過千個其他電子文檔，為全球最大及最多元化的學術圖書庫之一。
格林圖書館為史丹福圖書系統的中心，裡面包括多個會議室、閱讀室及學習空間。因建築安全理由而被定於2015年拆卸的梅爾圖書館，則以東亞書冊的館藏量聞名，裡面也有大量可供學生使用的媒體資源。它五十四萬冊的收藏品會暫時轉移到臨時儲存地，直到新圖書館的建設完工為止。

### 文藝

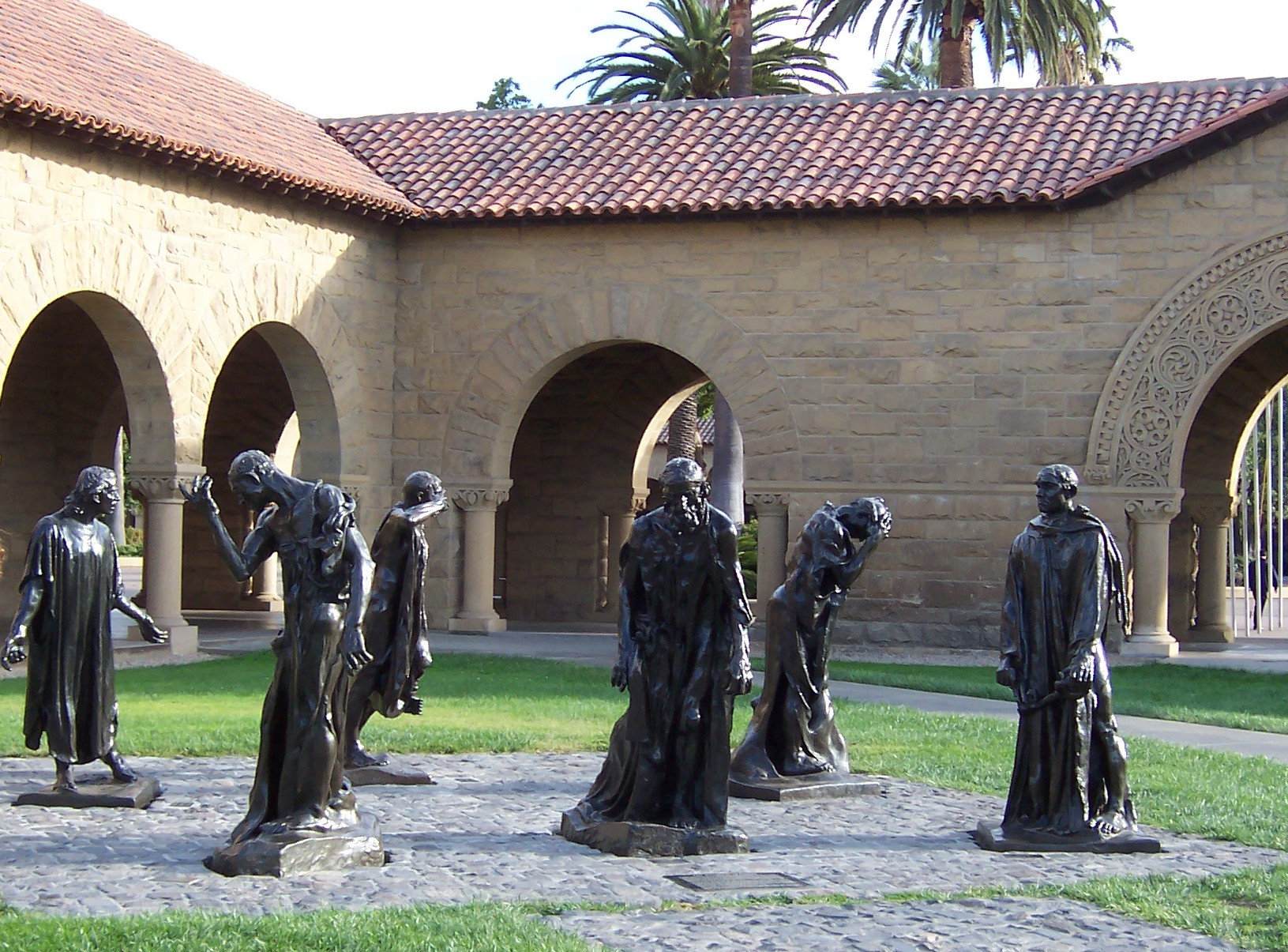
由奧古斯特·羅丹製作的銅像遍布校園各個角落，包括圖中的這些加萊義民銅像。

史丹福有多個藝術建設與景點。其為康托視覺藝術中心的所在地，內有合共24個畫廊、雕塑園、梯田及庭院，而這些均在1891年由史丹福夫婦給予資金建設，目地同為紀念他們唯一的兒子。當中於1917年建立的托馬斯·史丹福威爾頓畫廊則為大學藝術及藝術歷史部門的教學設施，另也開放作為展覽中心。除此，校園各處也遍布了不少戶外藝術雕塑園，亦有少量的壁畫。
大學的藝術與音樂活動也非常興旺。校園課外活動組包括多個劇團（如史丹福莎士比亞協會）及音樂團體（如無伴奏合唱團）。
史丹福亦曾為學者提供製作課程。自1970年代開始的史丹福專業出版課程，曾吸引了各國的相關專業人士遠赴前來，商討有關出版社會雜誌及書籍的經商模式。雖有關計劃已於2009年終結，但此傳統從2010年開始由耶魯大學的耶魯出版課程繼續傳承。

### 排名聲譽
史丹福大學在多個國內外大學排名中均在十強之列。其中，《世界大學學術排名》更是多年來都一直將其列作世界第二，包括最新的2020年排行榜。泰晤世高等教育機構長年將斯坦福連同麻省理工學院、柏克萊加州大學、哈佛大学及英国的牛津大学，剑桥大学列為六間世界最頂尖超級大學（英語：Super Six Universities）。
史丹福也獲得多個雜誌調查評為最著名的學府之一。泰晤士《世界聲譽排名》（2019年）將其評為第三。《普林斯頓評論》於2010及2013年所做的調查顯示，史丹福是最多美國家長及學生的“夢想學府”。一份於2003年發表的蓋洛普投票顯示，它也是美國普羅大眾眼中第二最久負盛名的學府。美國商業雜誌《福布斯》亦於2012年，讚賞史丹福大學“因成就了矽谷及領導著世界經濟與科技產品的發展，而為首屈一指的名校”。《紐約時報》及《石板雜誌》甚至提到史丹福作為“象徵着美國大學”的地位及名譽。
蘋果公司創辦者喬布斯曾於2005年以來賓身份到訪史丹福畢業典禮，並以“求知若飢，虛心若愚”為題致辭，鮮有地提及個人生平並勉勵畢業生。

## 校園生活

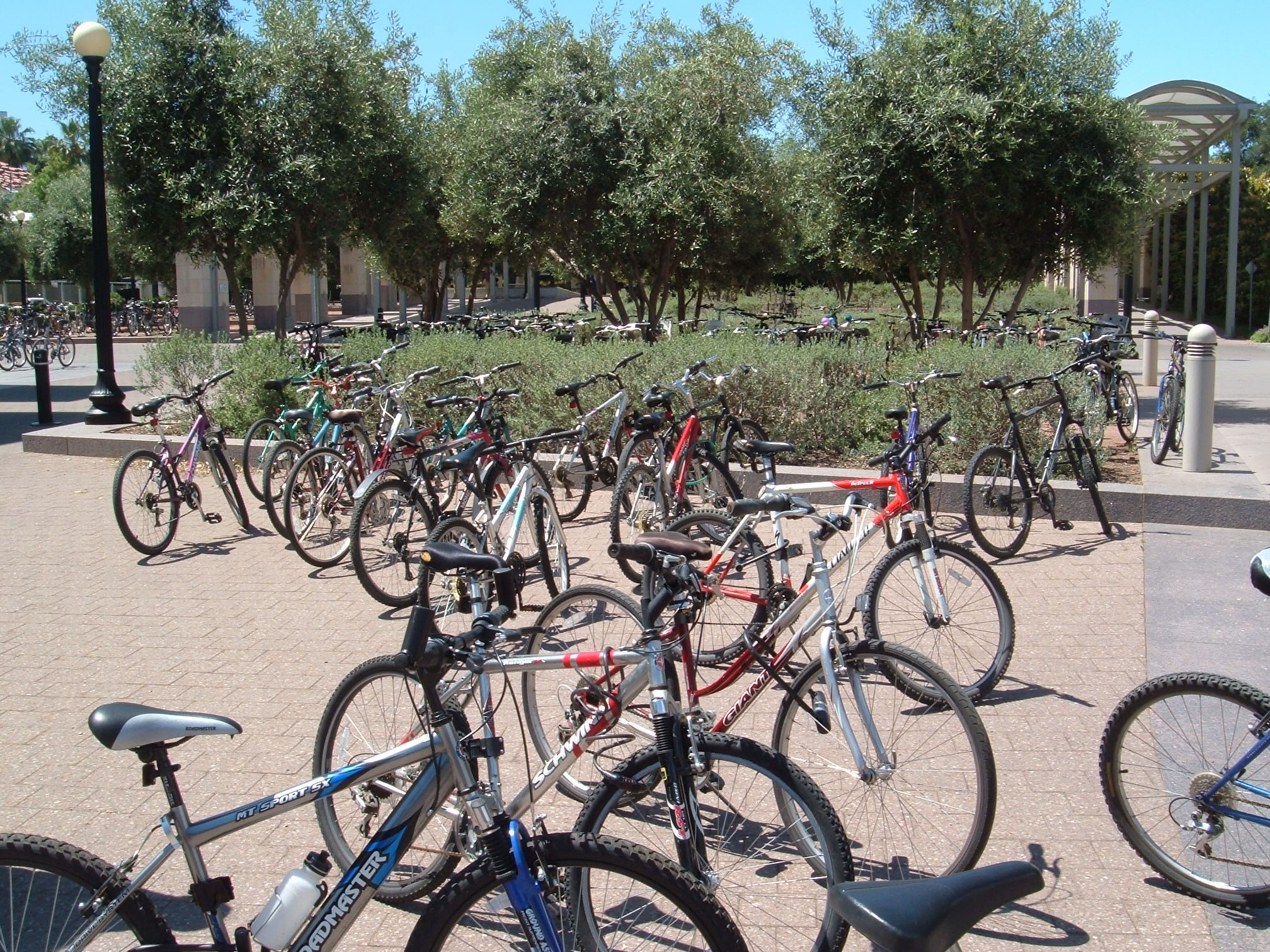
自行車為史丹福學生穿梭校園的主要代步工具。

### 學生群體
|                                | 本科生         | 調整之百分比 | 研究生      | 加州統計 | 美國國家統計 |
| ------------------------------ | -------------- | ------------ | ----------- | -------- | ------------ |
| 非裔美國人                     | 7.32%（507）   | 8.22%        | 3%（279）   | 6.6%     | 13.1%        |
| 亞裔美國人                     | 18.15%（1257） | 19.64%       | 13%（1182） | 13.6%    | 5.0%         |
| 美國白人                       | 36.45%（2525） | 39.45%       | 36%（3163） | 39.7%    | 63.4%        |
| 拉丁/西班牙裔美國人            | 16.60%（1150） | 17.97%       | 5%（475）   | 38.1%    | 16.7%        |
| 美洲原住居民                   | 0.91%（63）    | 0.98%        | 1%（68）    | 1.7%     | 1.2%         |
| 夏威夷原住居民或美國太平洋島民 | 0.46%（32）    | 0.46%        | n/a         | 0.5%     | 0.2%         |
| 兩個或以上種族                 | 11.58%（802）  | 12.53%       | n/a         | 3.6%     | 2.3%         |
| 不明種族                       | 0.94%（65）    | 1.02%        | 1%（61）    | n/a      | n/a          |
| 國際生                         | 7.59%（526）   | 33%          | 33%（2893） | n/a      | n/a          |
| 附註 1. 2. 3.                  |                |              |             |          |              |

根據2013年10月的統計，史丹福大學總共錄取了7,601位本科生及11,075位研究生，女性佔了本科群組的47%及專業及研究生人口的41%，同年度的新生保留率達99%。
其在2011-12學年則賦予了1,715個本科、2,278碩士、764博士及366個專業學位證明。而2011年的四年本科生畢業率為76%，六年的則有96%。四年的畢業率較低是因為大學開辦了學士碩士連讀課程，允許本科生進一步取得2年的碩士文憑作為他們本科學習的一個延續。
2010年的本科生中，有15%為在史丹福就讀的第一代學生（即沒有任何家屬親戚就讀大学之背景）。

### 學生住宿
所有的史丹福一年級生均需留校住宿，他們亦獲得未來四年的宿位保證。當中有89%的本科生獲分配校園內的宿位。根據史丹福房屋分配辦公室提供的資料，校方為這些住宿學生提供了80種的住宿形式，包括宿舍、合作社、聯排式住宅、兄弟和姊妹會等。在1969-1991年期間，學校提供了118所流動房屋作為“臨時宿舍”，這些地點現已成為了卡斯塔諾、金博爾及馬纓丹宿舍的所在地。大部分的住宿房屋均在校園本部附近，距離大部分的圖書館及課室只有10分鐘的步行（或踏自行車）距離。有些只提供給新生，有些只給大二的學生，有些只給高年級生，而剩下的則不限學生類別。大部分的宿舍為男女共用，而兄弟會的社房只供男性居住；同樣地，姊妹會的則只接納女性學生（但羅斯舍堂為唯一非姊妹會的女性宿舍）。這當中絕大部分的宿舍不限男女的居住樓層，但亦有一部分為單性樓層建設，即男女隔層居住（這包括除阿羅約及岡田等所有威爾伯宿舍）。自2009-10年起，史丹福房屋計劃組就預計，所有要求居住全新生宿舍的學生都能獲得滿足。有關部門亦稱，將會有近三分之二的新生入住斯托及威爾伯宿舍，剩下三分之一要求住在其他類別的宿舍的學生，會入住佛羅倫薩·摩爾等其他舍堂。史丹福的新男女同室居住計劃於2008年亮相。這是應全體學生一致的取向及其他同類學府（如衛斯理、克拉克、達特茅斯、布朗、賓夕法尼亞及歐柏林）的做法而下的決策。
史丹福有很多特色住宿房屋。包括：按照修讀課程的類別招納學生的“主題房舍”，及要求社員為日常起居飲食共同作出貢獻的合作社堂。

### 體育競賽
主條目：史丹福樞機紅

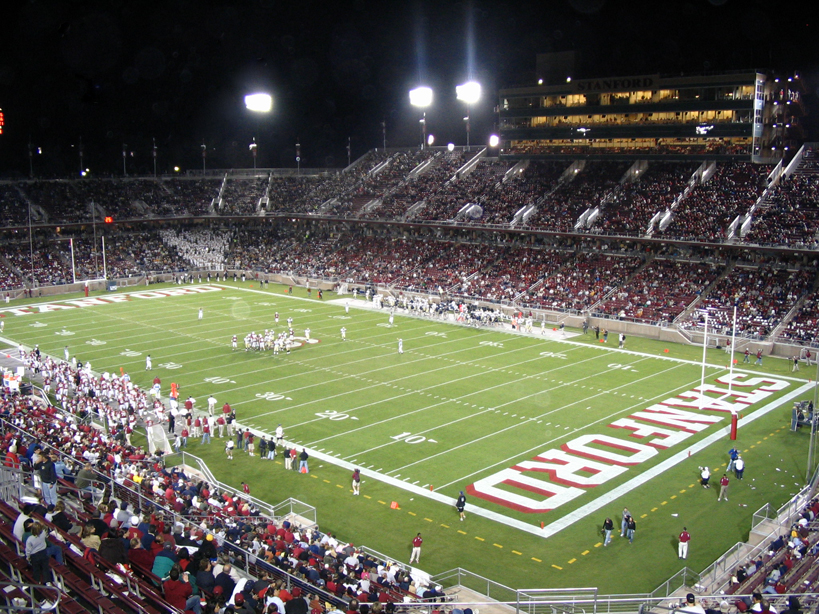
新史丹福體育場，校內橄榄球賽的舉辦地。

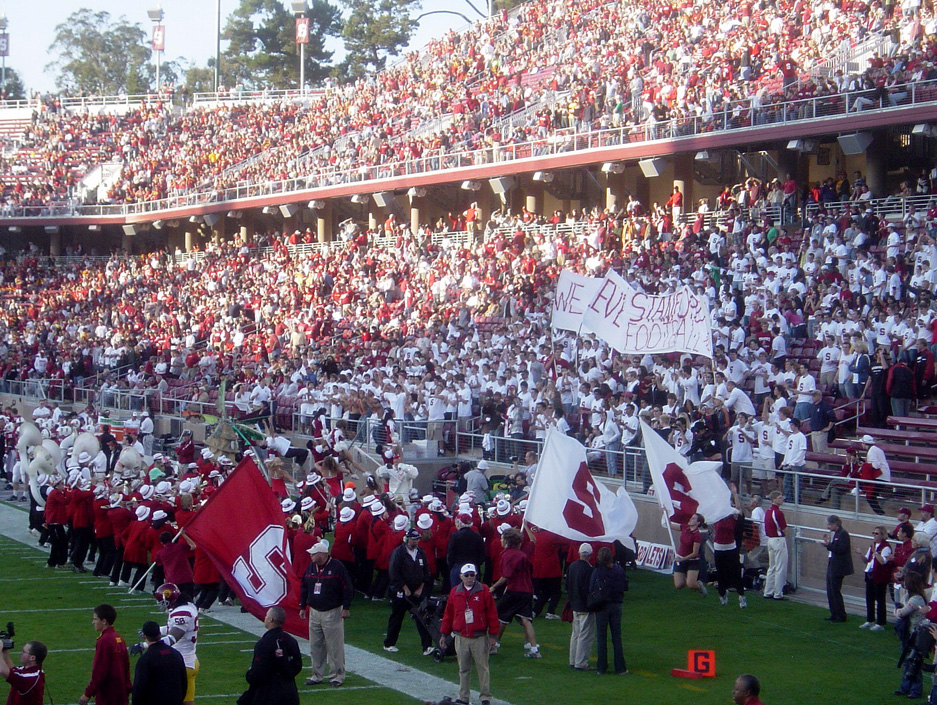
史丹福樂隊表演

史丹福目前共有36支體育競賽代表隊（18支女子、15支男子及1支男女隊）、19支學會體育隊及37支校內體育競賽隊伍。共有大約800名學生參與其中，校方亦提供300個體育獎學金計劃。其體育團隊正式名稱為“史丹福樞機紅”，意指樞機紅色而非紅雀。此稱謂始於1930年，當時舊有的稱號“印第安人”因受到美洲本土裔學生以宗族歧視的理由而遭棄用。史丹福大學是大西洋沿岸聯盟（ACC）成員學校之一，參與全美大學體育協會甲組的賽事。
史丹福最大的體育競爭對手，為位處舊金山北部東灣的柏克萊加州大學，此關係亦為兩校的傳統之一。每屆“大比賽（Big Game）”的優勝者有權持有“史丹福之斧”錦標。此美式足球比賽最初於1892年3月19日假三藩市海特街公園進行。在八千名觀眾的注目下，史丹福以14比10贏得是次賽事。其也在1902年，首度參與玫瑰碗競賽。可是，參賽者引發的暴力事件及賽事結束後的觀眾騷亂，使三藩市政府在1905年正式禁止該市以後任何“大比賽”的舉辦，而史丹福校方亦於次年禁止一切的足球賽事。1906–1914年的“大比賽”以橄欖球的形式舉行。不過，足球賽事最後還是因比賽模式的改良而在1919年獲得了復辦。
史丹福於1976–77年起，每一年都會奪得至少一個全美大學體育協會賽事的冠軍，並自創立以來，贏得合共104次的國家隊冠軍（為全國高校第二佳績，僅次於洛杉磯加大），及467次國家個人冠軍（全國大學之冠）。其亦連續17年為全國大學體育競技董事杯的年度得主。史丹福代表隊在1912年起，於每屆的奧林匹克運動會都有取得獎牌，目前已經累積到302枚，當中包括153枚金牌。在2008北京奧運會中，史丹福更為全美表現最佳的高校體育隊伍。自2004年起，史丹福也累積取得了182面夏季奧運會獎牌，當中的12金、2銀、2銅是在最近的2012年比賽中奪得。

### 宗教生活
史丹福師生擁有不同的宗教信仰（亦有無宗教信仰者）。校方特設校園宗教生活辦公部，旨在透過“鼓勵不同宗教背景人士的交流、儀式的舉行及持久的友誼”，達到“在史丹福大學社群內，引導、培養及強化精神、宗教及道德信仰”。位於校園中央位置的紀念教堂，有提供週日崇拜儀式服務。除此，宗教生活辦公部也有一所跨宗教學習及體驗中心，提供不同的公共休息室、會議室等場地租借。當中也有不同宗教的辦公部。
包括天主教及希勒爾在內的某些宗教，會以比學生群體更嚴肅的形式在校園內發挥影響力。

### 學生組織
史丹福校內成立了超過650個學生組織。這些創會的資金多數（雖非一定）由大學學生政府組織（ASSU）提供及分配。這些團體的性質涵蓋田徑/娛樂、職業/學前教育專業、社區服務、民族/文化、兄弟/聯誼會、健康/諮詢、媒體/出版物、音樂/舞蹈/藝術創作、政治/社會意識、宗教/哲學等範疇。學生出品刊物則有《史丹福日報》，另也有獨立的學生廣播媒體及專門提供本科見習計劃的組織。

## 著名人物

### 教職員
著名教職員包含美國總統班傑明·哈里森、美國國務卿康朵麗莎·萊斯、諾貝爾化學獎暨諾貝爾和平獎得主萊納斯·鮑林、首位女性菲爾茲獎得主瑪麗安·米爾札哈尼、滑鼠發明人道格拉斯·恩格爾巴特、電晶體發明人威廉·肖克利、人工智慧領域先驅約翰·麥卡錫、矽谷之父弗雷德里克·特曼、Pascal語言設計者尼克勞斯·維爾特、口服避孕藥發明人卡爾·傑拉西、心理學家亞伯特·班度拉（社會認知理論提出者）、棉花糖實驗設計者沃爾特·米歇爾、史丹佛監獄實驗設計者菲利普·津巴多、《歷史之終結與最後之人》作者法蘭西斯·福山、諾貝爾文學獎得主露伊絲·葛綠珂、普立茲小說獎得主華勒斯·史達格納、阿當·莊臣等。

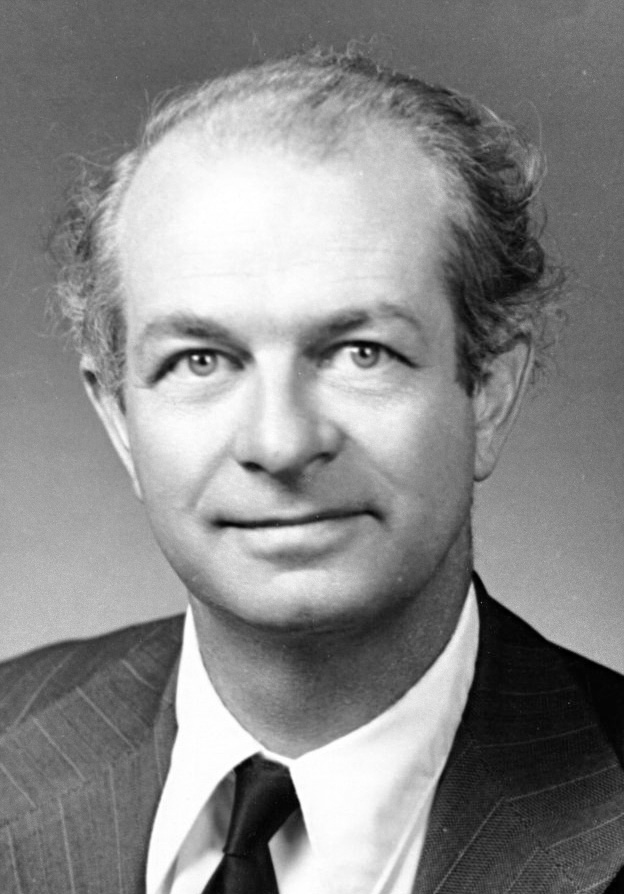
諾貝爾化學獎及和平獎得主萊納斯·鮑林
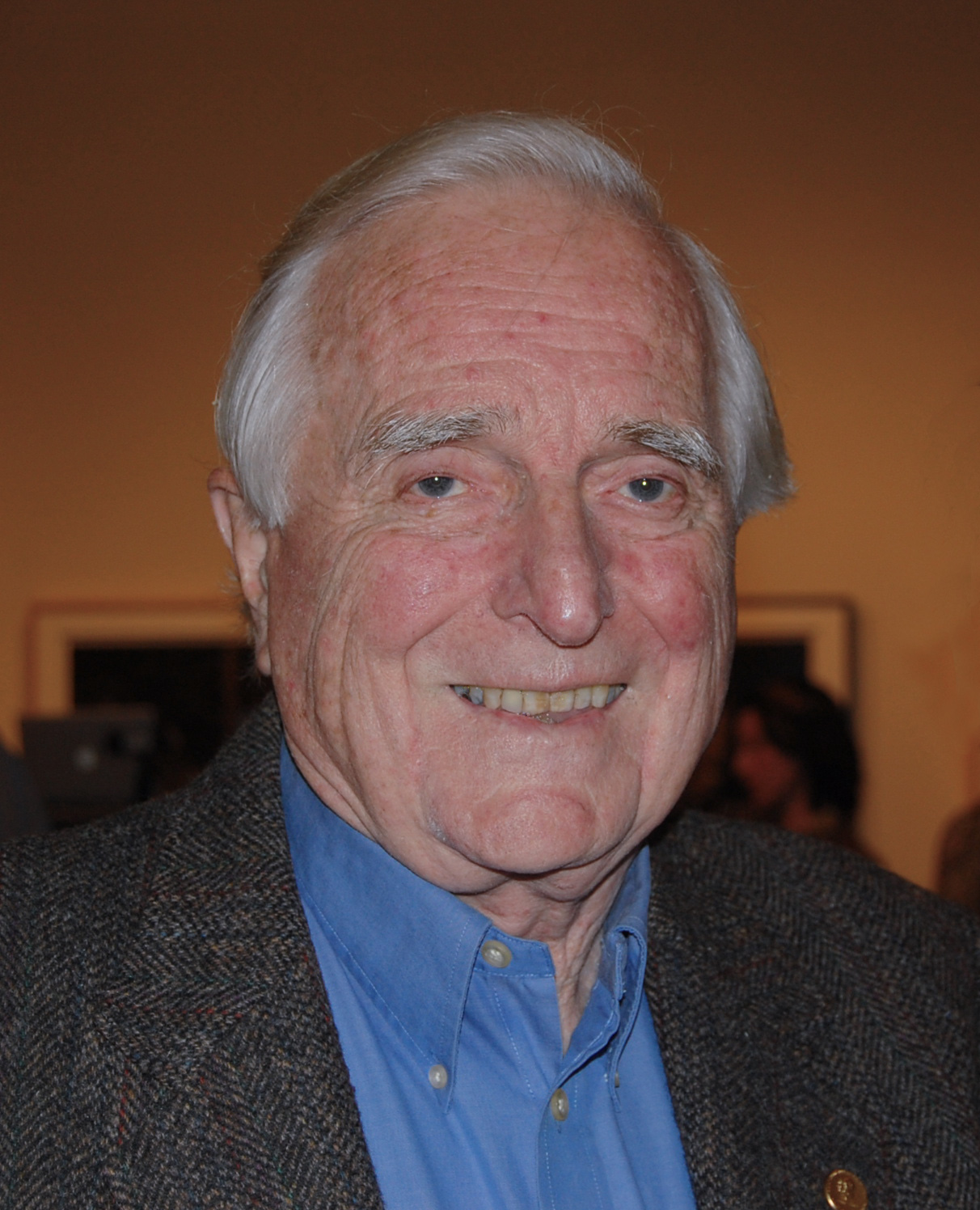
滑鼠發明人道格拉斯·恩格爾巴特
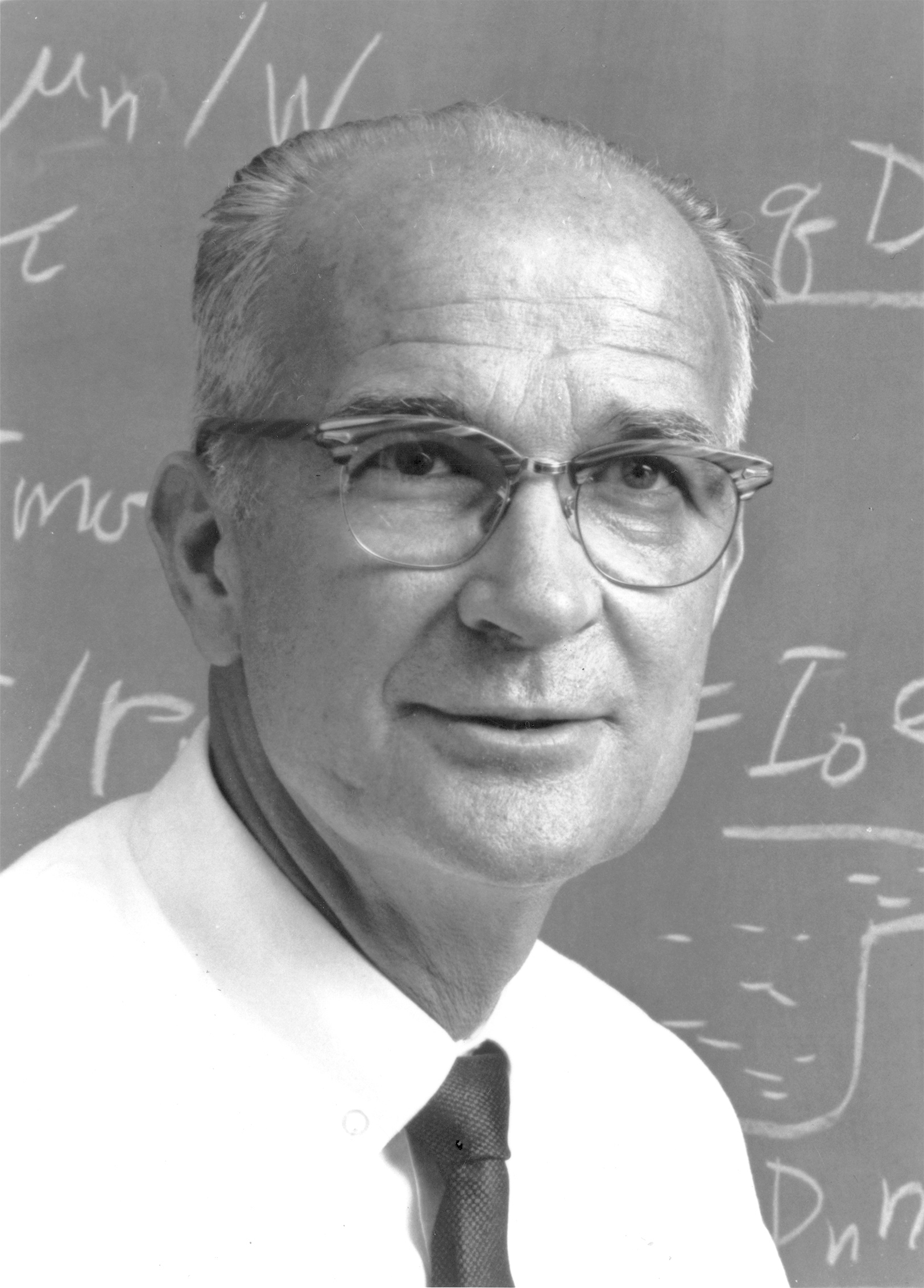
電晶體發明人威廉·肖克利
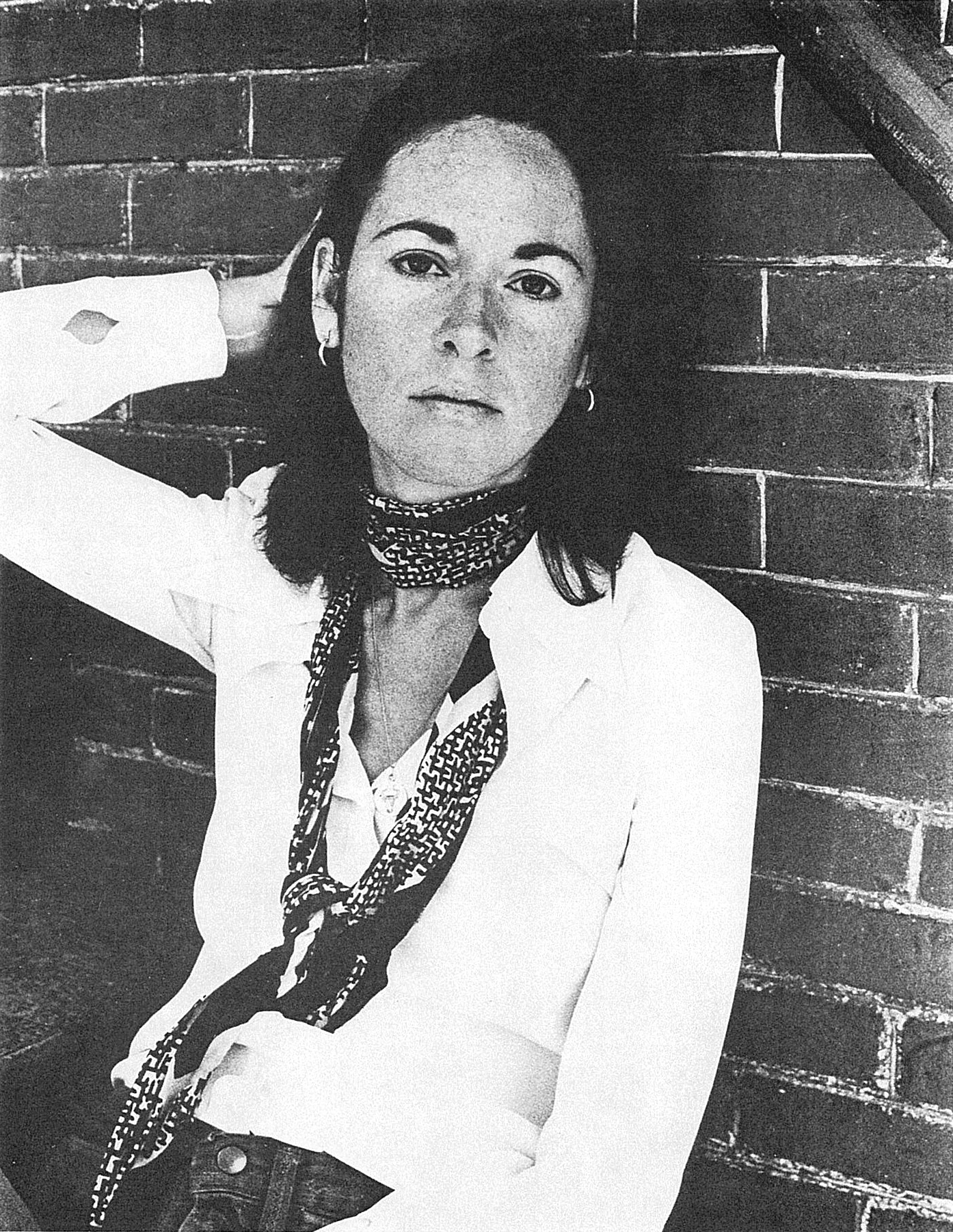
諾貝爾文學獎得主露伊絲·葛綠珂

### 校友
史丹佛大學的校友包含了眾多著名公司創辦人及高階主管，當中包含Google創辦人賴利·佩吉及謝爾蓋·布林、Youtube創辦人賈德·卡林姆、Instagram創辦人凱文·斯特羅姆及邁克·克里格、OpenAI創辦人山姆·阿特曼、Yahoo創辦人楊致遠及大衛·費羅、惠普創辦人威廉·休利特及大衛·帕卡德、PayPal及帕蘭泰爾創辦人彼得·提爾、LinkedIn創辦人里德·霍夫曼、Netflix創辦人里德·哈斯廷斯、皮克斯動畫工作室創辦人匠白光、NVIDIA創辦人黃仁勳、Nike創辦人菲爾·奈特、昇陽電腦創辦人維諾德·柯斯拉、安迪·貝托爾斯海姆及史考特·麥克里尼、TSMC創辦人張忠謀、WhatsApp創辦人布萊恩‧艾克頓、Snapchat創辦人鮑比·墨菲及伊萬·斯皮格、Cisco創辦人桑德拉·勒納及倫納德·波沙克、Logitech創辦人丹尼爾·柏雷爾、Reddit創辦人艾倫·史瓦茲、Coursera創辦人達芙妮·科勒、Udacity創辦人大衛·史塔文斯、藝電創辦人特里普·霍金斯、Anthropic創辦人達里奧·阿莫迪、機器磚塊創辦人大衛·巴斯佐茲基、杜比實驗室創辦人雷·杜比、邁斯沃克創辦人克里夫·莫勒爾、傑克·李特、仙童半導體創辦人維克多·格里尼克、VMware創辦人Scott Devine、美光科技創辦人沃德·帕金森、NetApp創辦人詹姆斯·劉、iRobot創辦人羅德尼·布魯克斯、電訊盈科創辦人李澤楷、蝦皮購物及Garena創辦人李小冬、新浪創辦人林欣禾、優酷創辦人古永鏘、智遊網集團創辦人理查德·巴頓、DoorDash創辦人徐迅、安迪·方、湯瑋銳、伊凡·摩爾、Patreon創辦人傑克·康特、Firefox創建者布雷克·羅斯、Intuit創辦人湯姆·普魯、蓋璞創辦人桃樂絲·費雪、維多利亞的秘密創辦人羅伊·雷蒙德、巴塔哥尼亞創辦人伊馮·喬伊納德、Trader Joe's創辦人喬·庫勒姆、第一資本創辦人理查·費爾班克、嘉信理財集團創辦人查爾斯·施瓦布、凱鵬華盈創辦人布魯克·拜爾斯、矽谷銀行創辦人比爾·比格斯塔夫、Nubank創辦人大衛·貝萊斯、貝恩資本創辦人米特·羅姆尼、TPG資本創辦人詹姆斯·考特、Thoma Bravo創辦人奧蘭多·巴禾、貝恩策略顧問創辦人派崔克·葛拉罕、TechCrunch創辦人麥克·艾靈頓、IDEO創辦人大衛·凱利、信實工業主席穆克什·安巴尼、微軟公司執行長史蒂芬·巴爾默、Alphabet及Google執行長桑德爾·皮查伊、通用汽車執行長瑪麗·特蕾莎·芭拉、惠普執行長卡莉·費奧莉娜、Yahoo執行長梅麗莎·梅爾、Wipro董事長阿齊姆·普萊姆基、日立製作所社長中西宏明等。

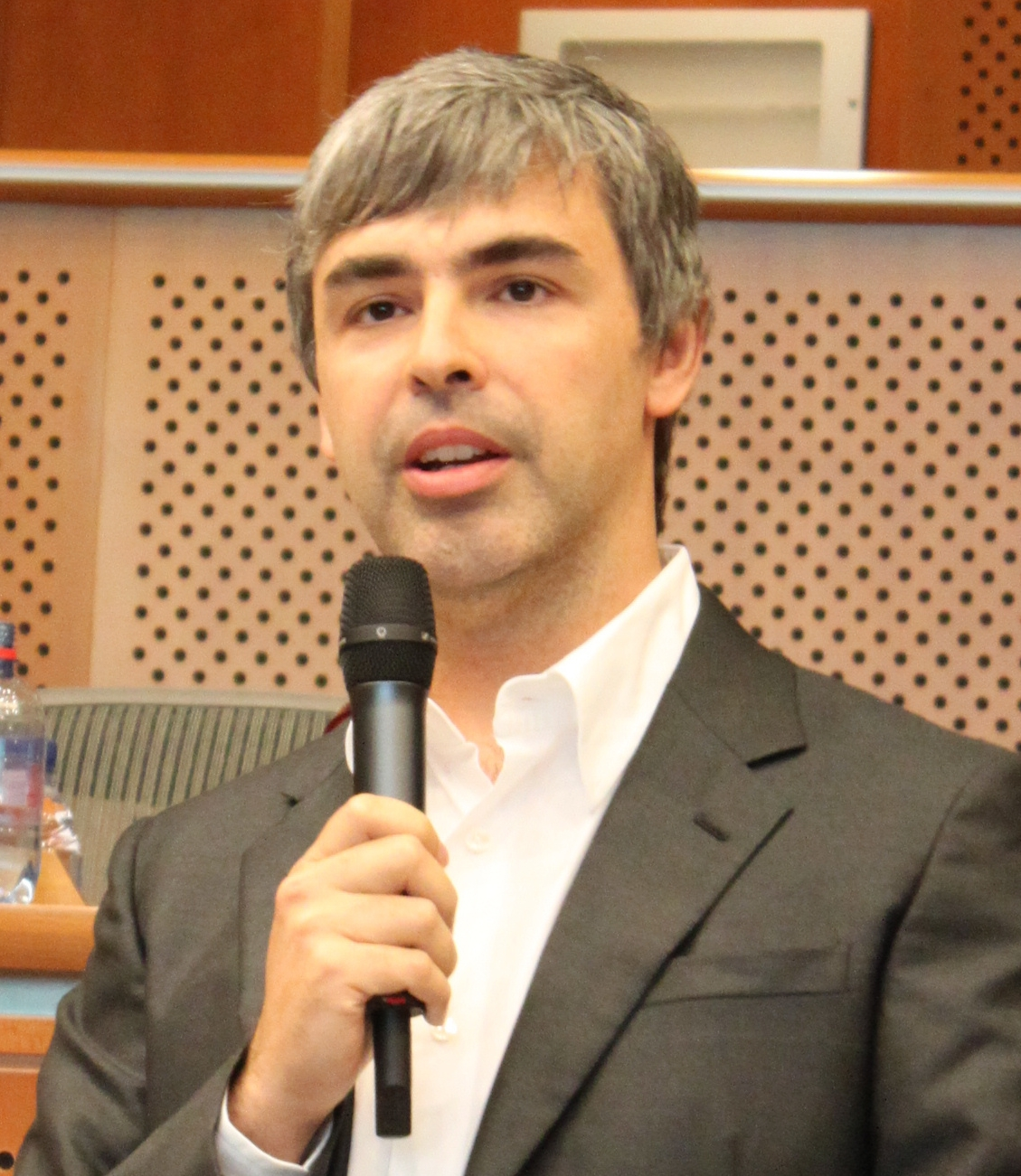
Google創辦人賴利·佩吉
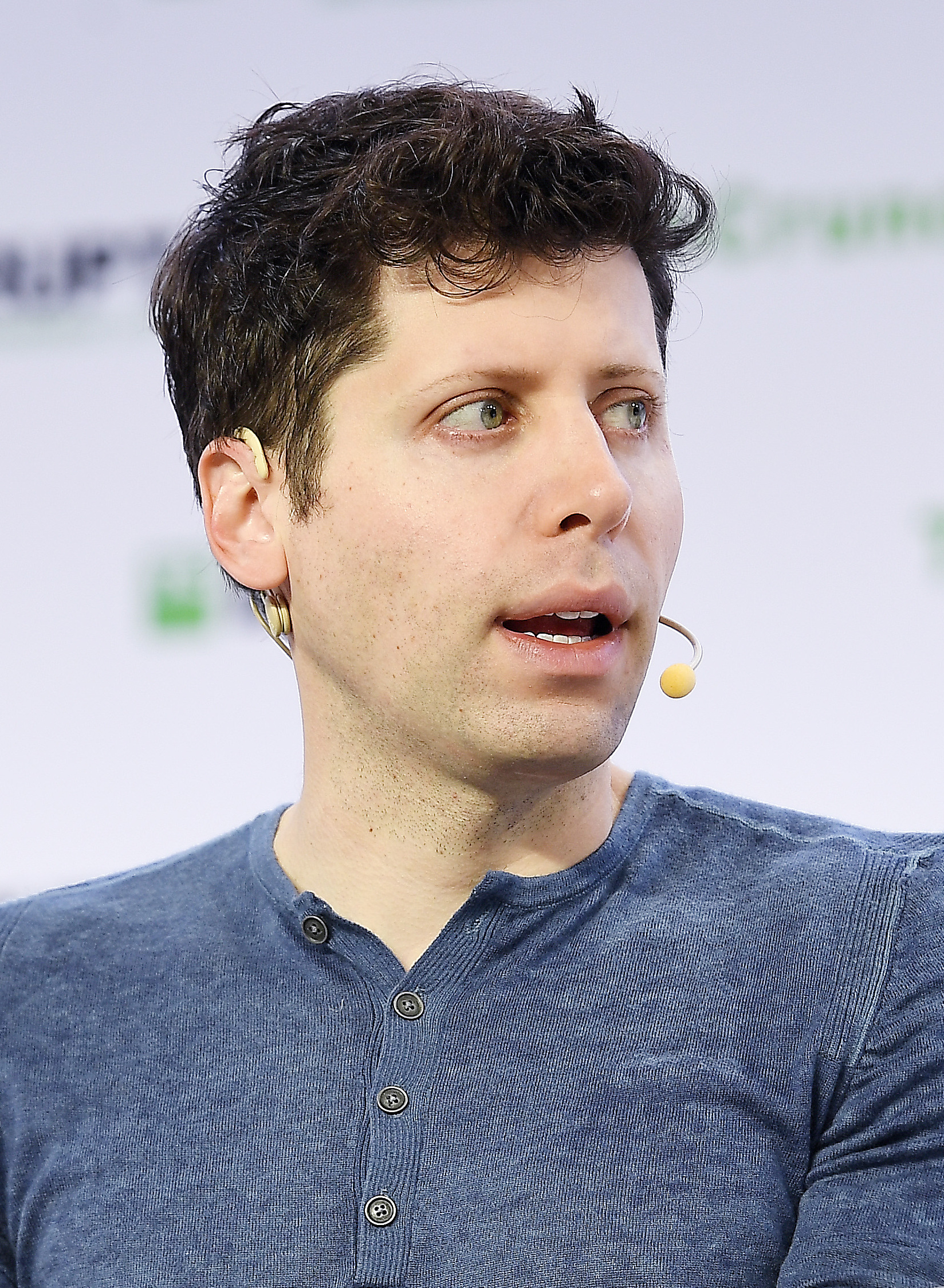
OpenAI創辦人山姆·阿特曼
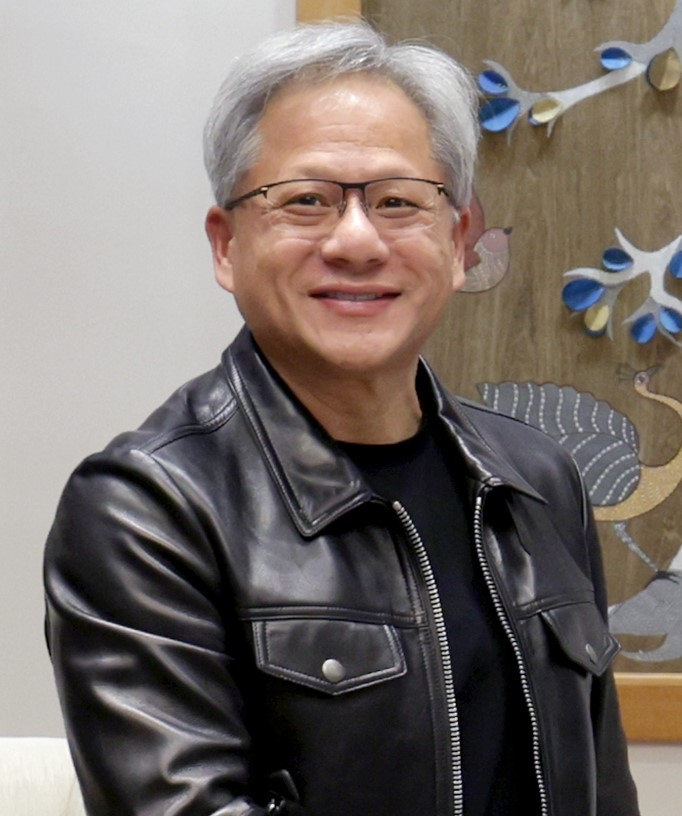
NVIDIA創辦人黃仁勳
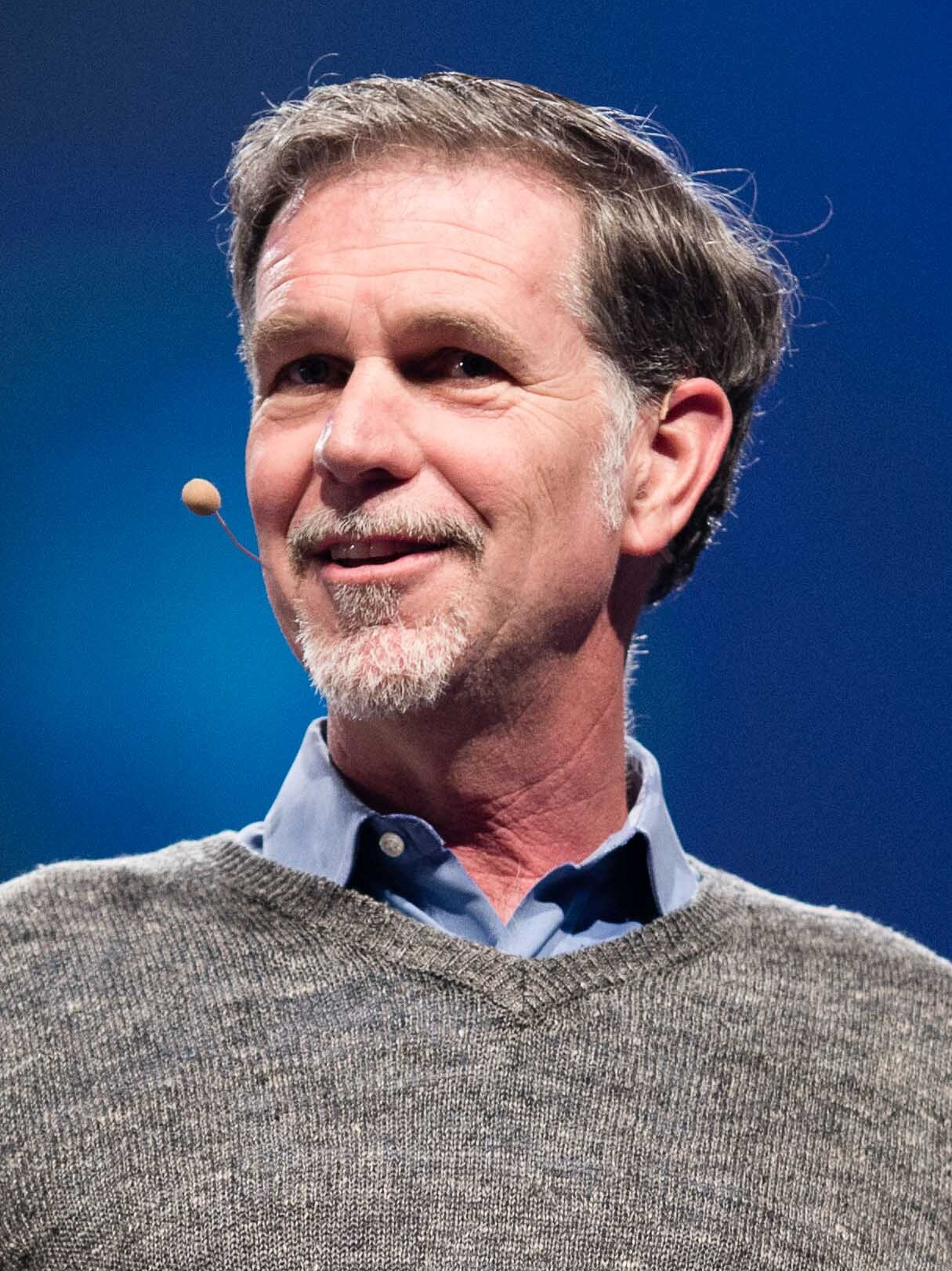
Netflix創辦人里德·哈斯廷斯
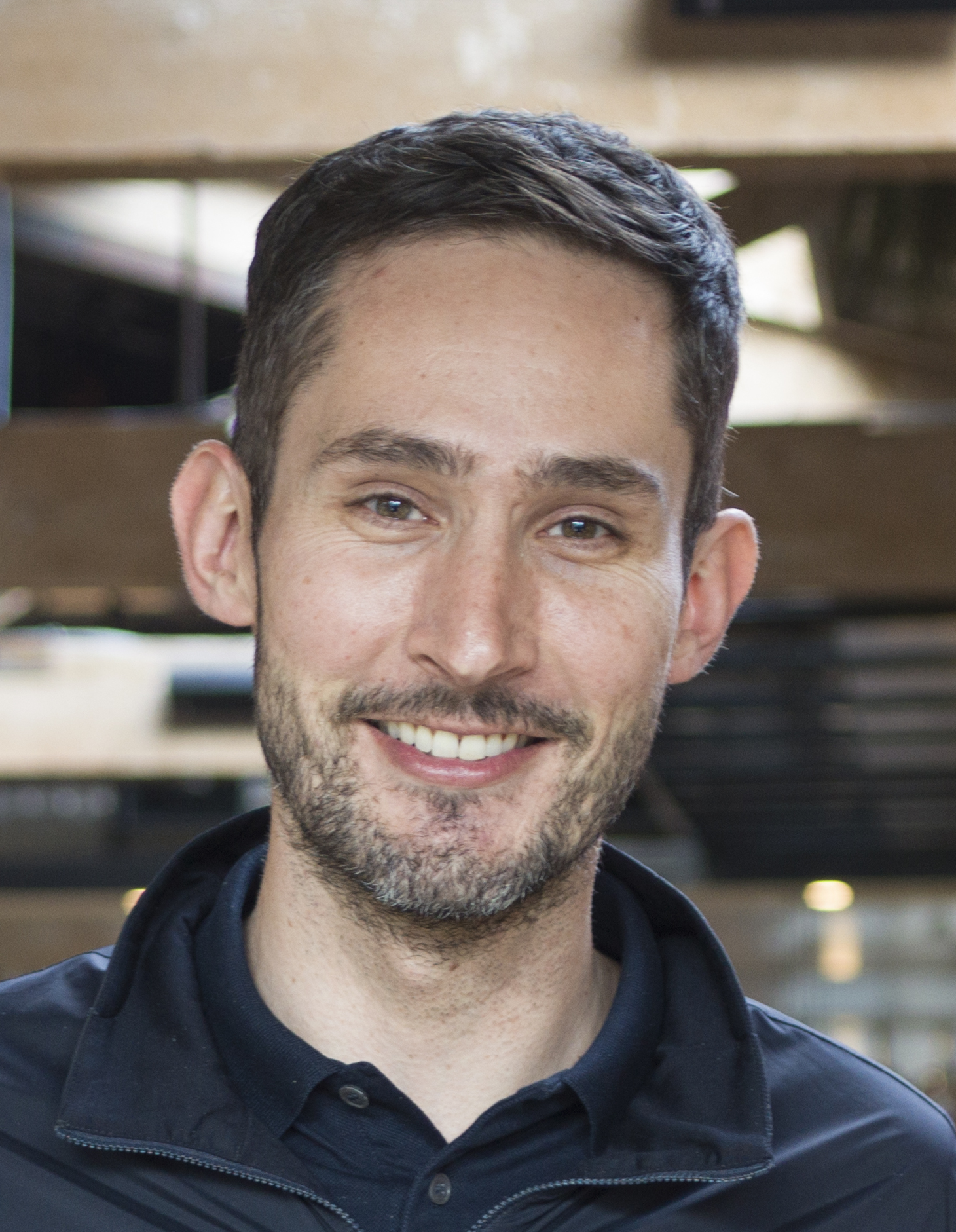
Instagram創辦人凱文·斯特羅姆

法律及政治界著名校友包含美國總統赫伯特·胡佛及約翰·甘迺迪、英國首相里希·蘇納克、日本首相鳩山由紀夫及麻生太郎、比利時國王菲利普 (比利时国王)、希臘總理基里亞科斯·米佐塔基斯、以色列總理埃胡德·巴拉克、祕魯總統亞歷杭德羅·托雷多、宏都拉斯總統里卡多·馬度洛、瓜地馬拉總統荷黑·安東尼奧·塞拉諾·埃利亞斯、加納總統約翰·阿塔·米爾斯、馬爾地夫總統穆罕默德·瓦希德·哈桑、伊朗副總統穆罕默德·禮薩·阿雷夫、美國國務卿沃倫·克里斯多福、美國內政部長道格·伯古姆、美国卫生及公共服务部長哈維·貝西拉、美國商務部長潘妮·普利茨克、美國聯邦參議員米特·羅姆尼、柯瑞·布克、黛安·范士丹、美國最高法院大法官安東尼·肯尼迪、史蒂芬·布雷耶、威廉·藍奎斯特及首位女性大法官桑德拉·戴·奧康納、中華民國前行政院長張善政、新加坡總理李顯龍夫人暨淡馬錫控股執行董事何晶、香港前保安局長和在任議員葉劉淑儀等。

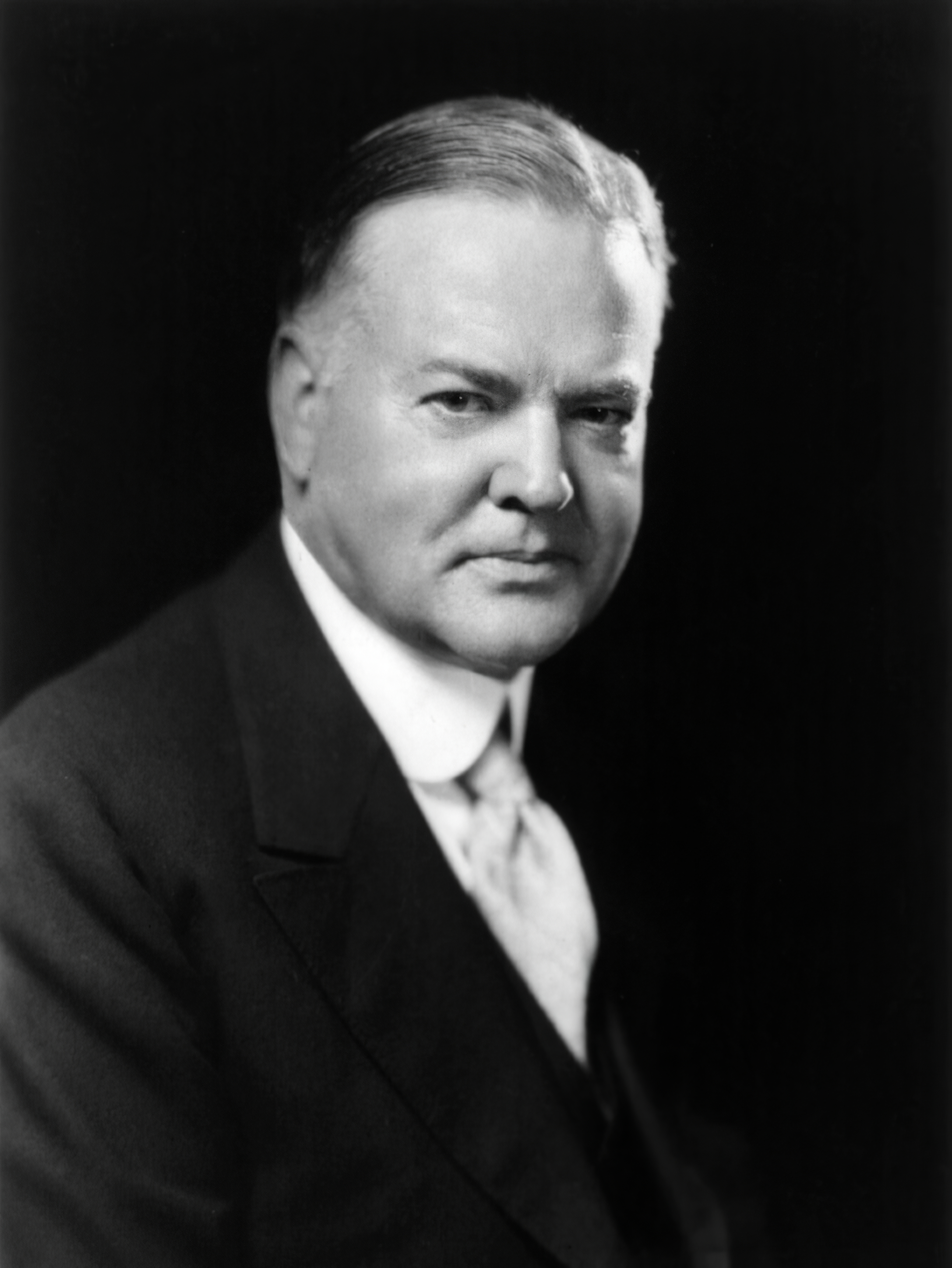
美國總統赫伯特·胡佛
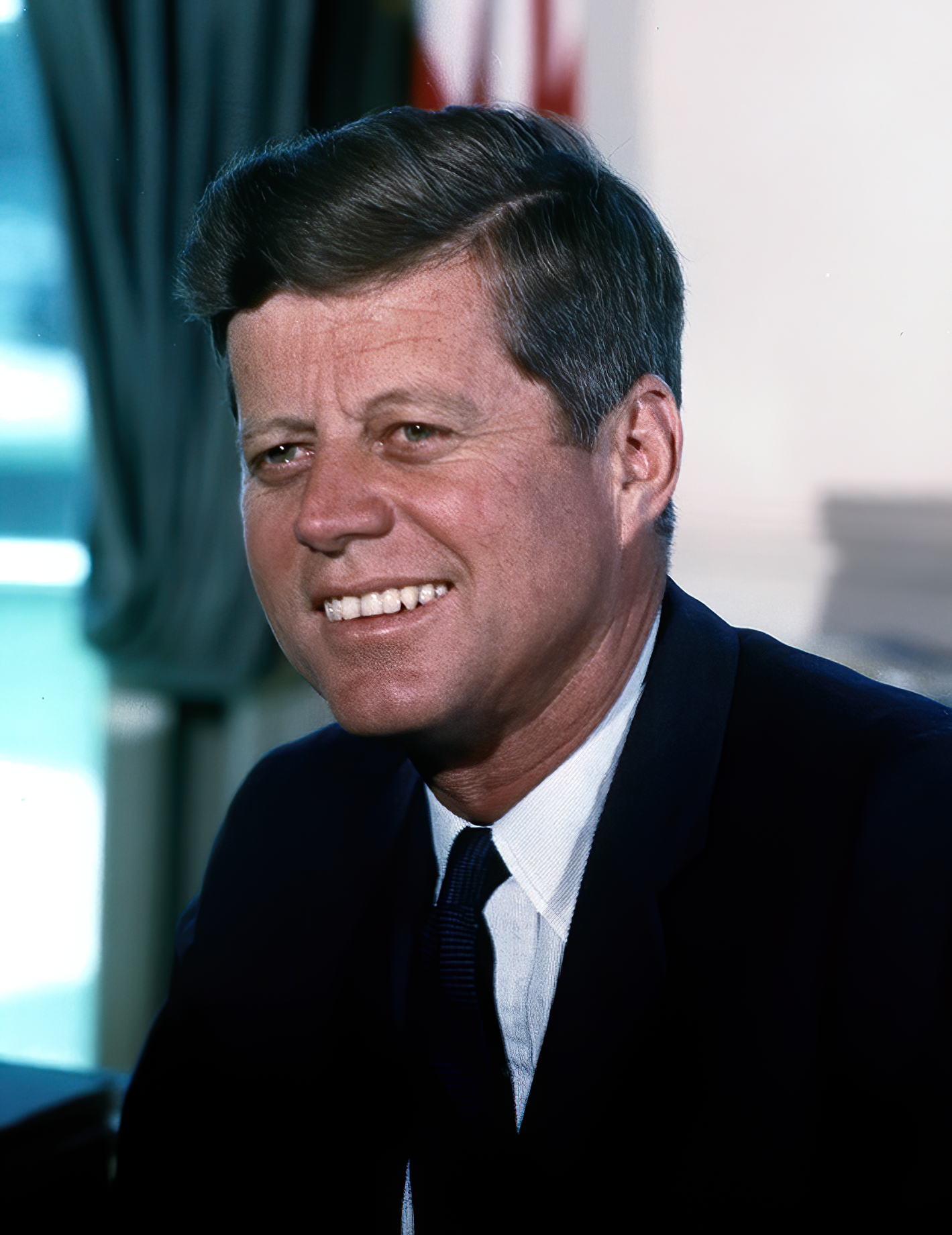
美國總統約翰·甘迺迪
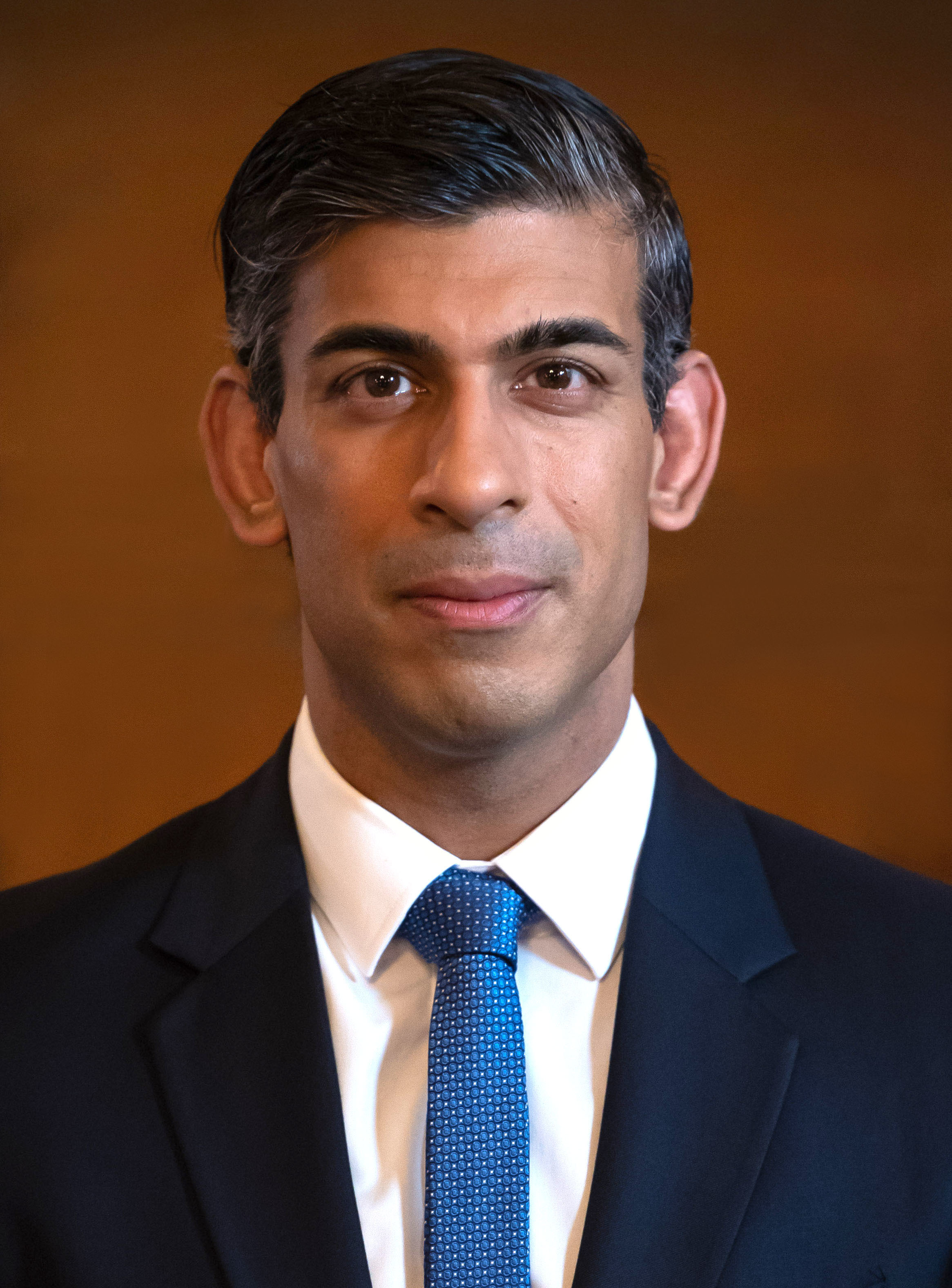
英國首相里希·蘇納克
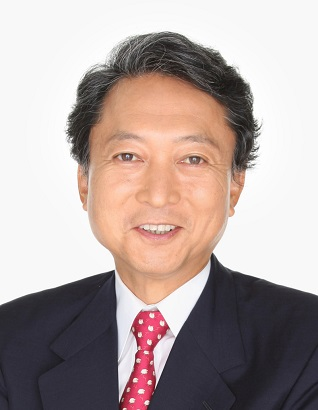
日本首相鳩山由紀夫
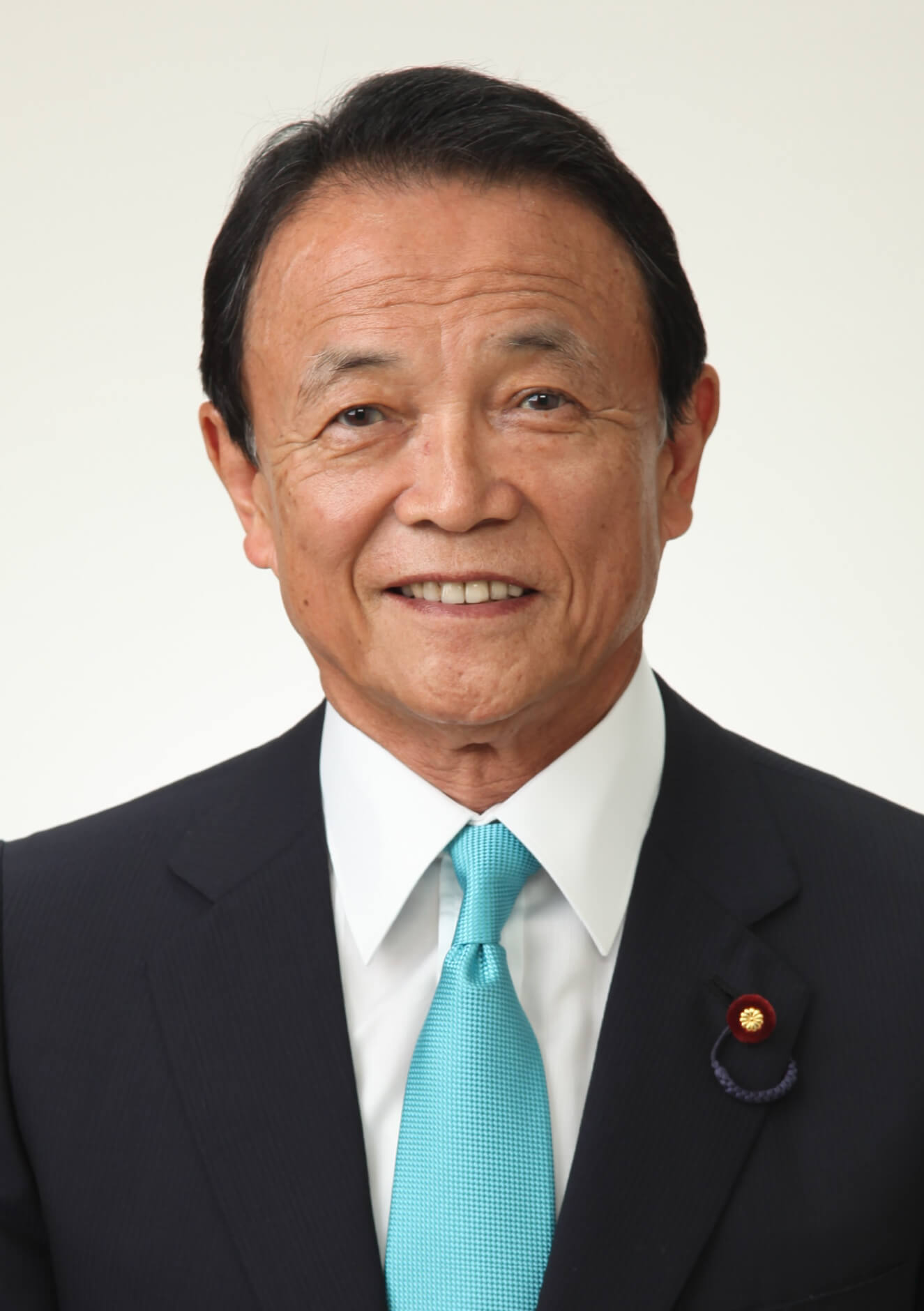
日本首相麻生太郎

人文藝術界著名校友包含諾貝爾文學獎得主約翰·史坦貝克、哲學家山姆·哈里斯、作家貝爾·胡克斯、小說家肯·克西、雷蒙德·卡佛、維克拉姆·塞斯、麥可·康寧漢、安·班農、泰絲·格里森、傑絲明·沃德、托拜厄斯·沃爾夫、演員瑞絲·薇斯朋（奧斯卡最佳女主角獎）、珍妮佛·康納莉（奧斯卡最佳女配角獎）、傑克·派連斯（奧斯卡最佳男配角獎）、雪歌妮·薇佛（英國電影學院獎最佳女配角）、斯特林·K·布朗（金球獎劇情類劇集最佳男主角）、泰德·丹森、安德魯·布瑞格、伊莎·蕾、絲凱樂·山繆斯、大衛·馬佐茲、導演亞歷山大·潘恩（2004及2011年奧斯卡最佳改編劇本獎）、莎敏·奧巴伊德-奇諾伊（2012及2016年奧斯卡最佳紀錄短片獎）、羅傑·科曼（奧斯卡榮譽獎）、歌手李善雄、電視主持人瑞秋·梅道、電影製作人理查·賽納克（奧斯卡最佳影片獎）、《辛普森家庭》創作人薩姆·西蒙、《全球概覽》期刊創辦人斯圖爾特·布蘭德、劇裝設計師伊迪絲·海德（8次獲得奧斯卡最佳服裝設計獎）等。

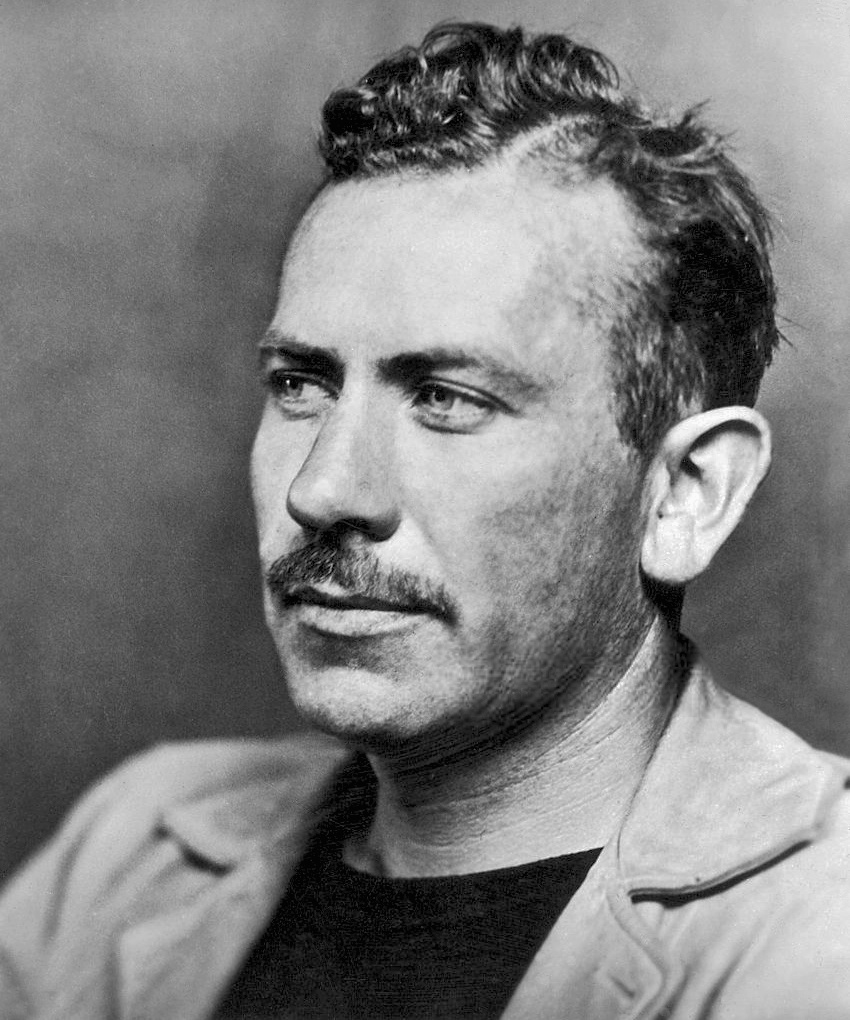
諾貝爾文學獎得主約翰·史坦貝克
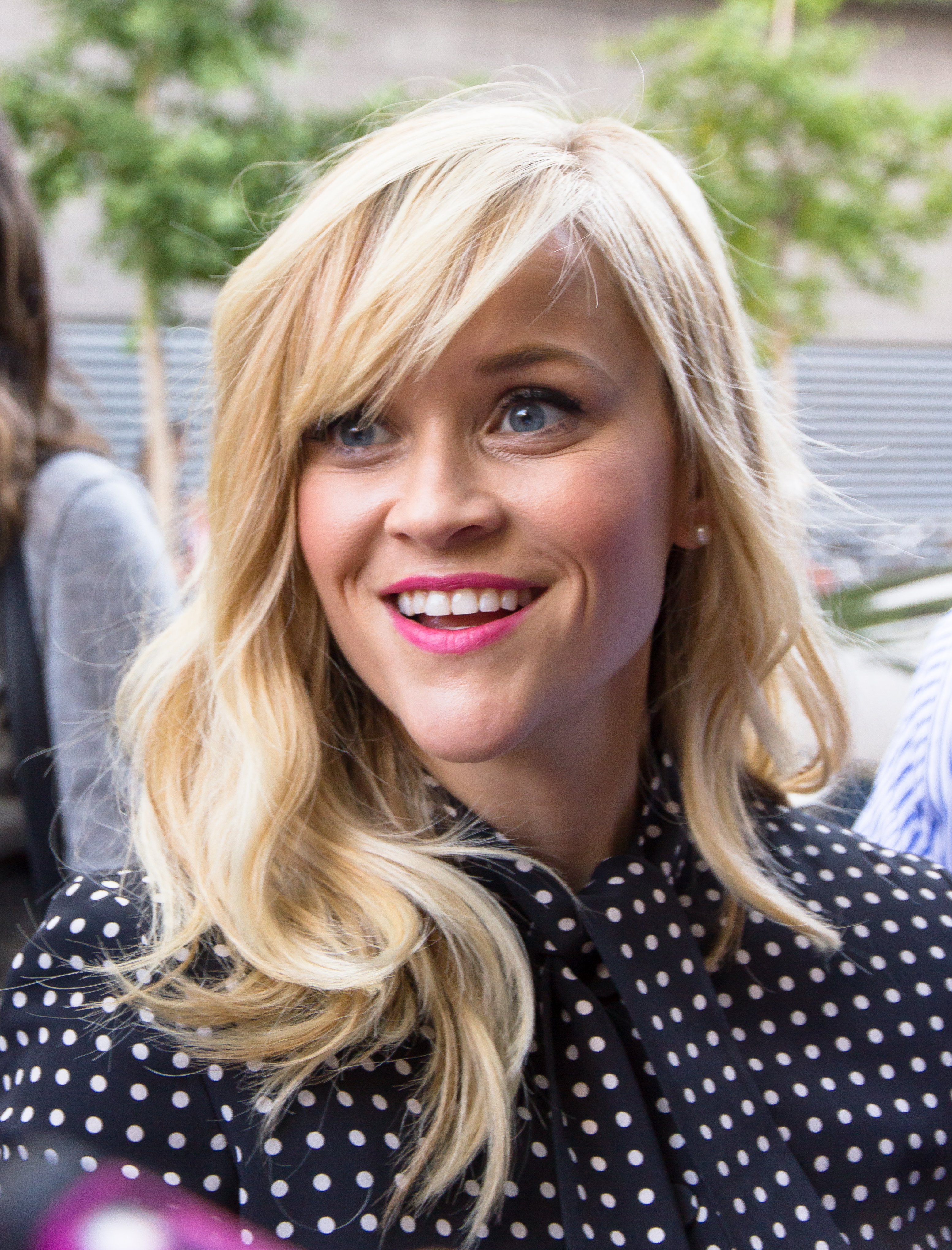
奧斯卡最佳女主角獎得主瑞絲·薇斯朋
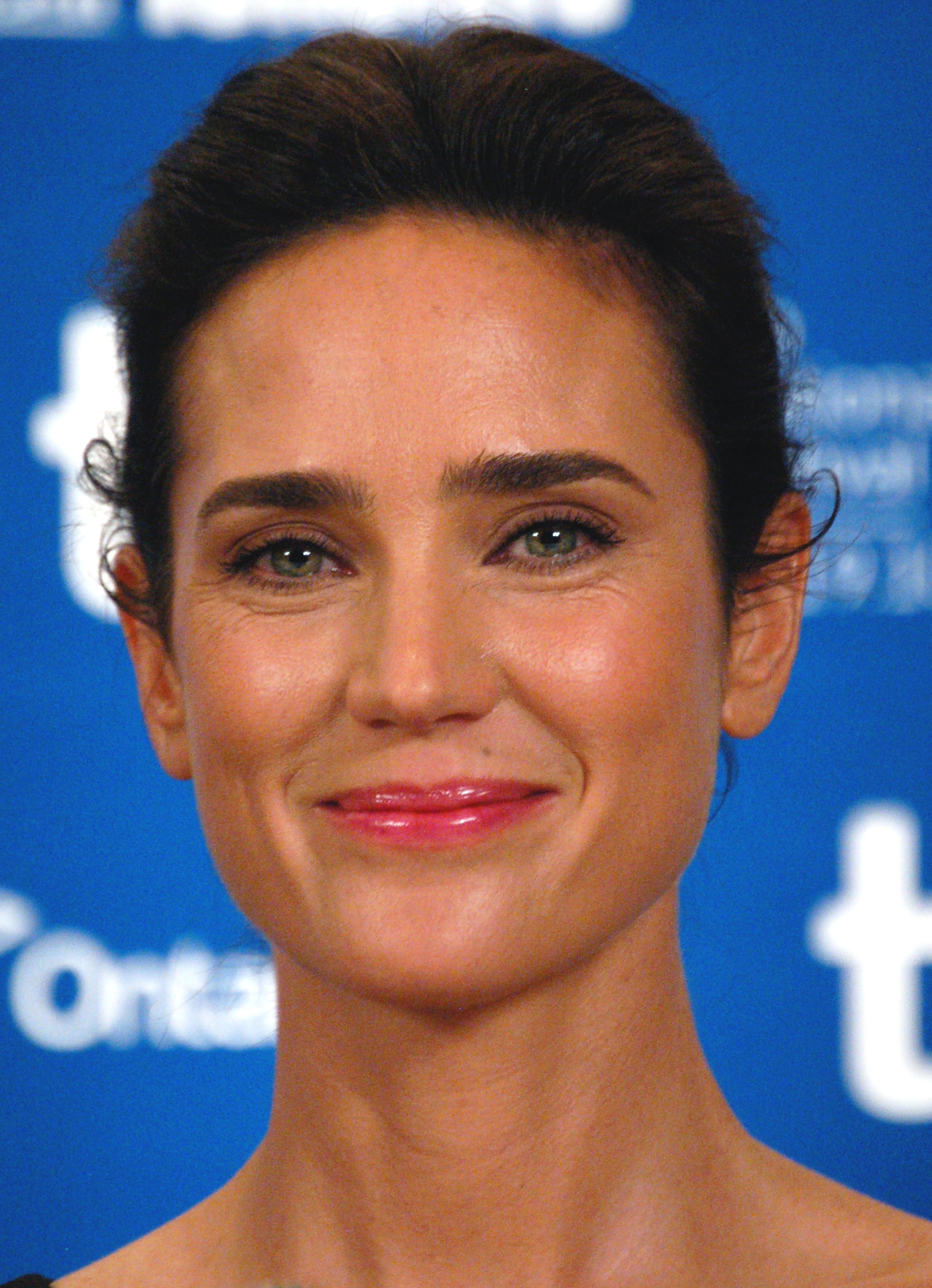
奧斯卡最佳女配角獎得主珍妮佛·康納莉
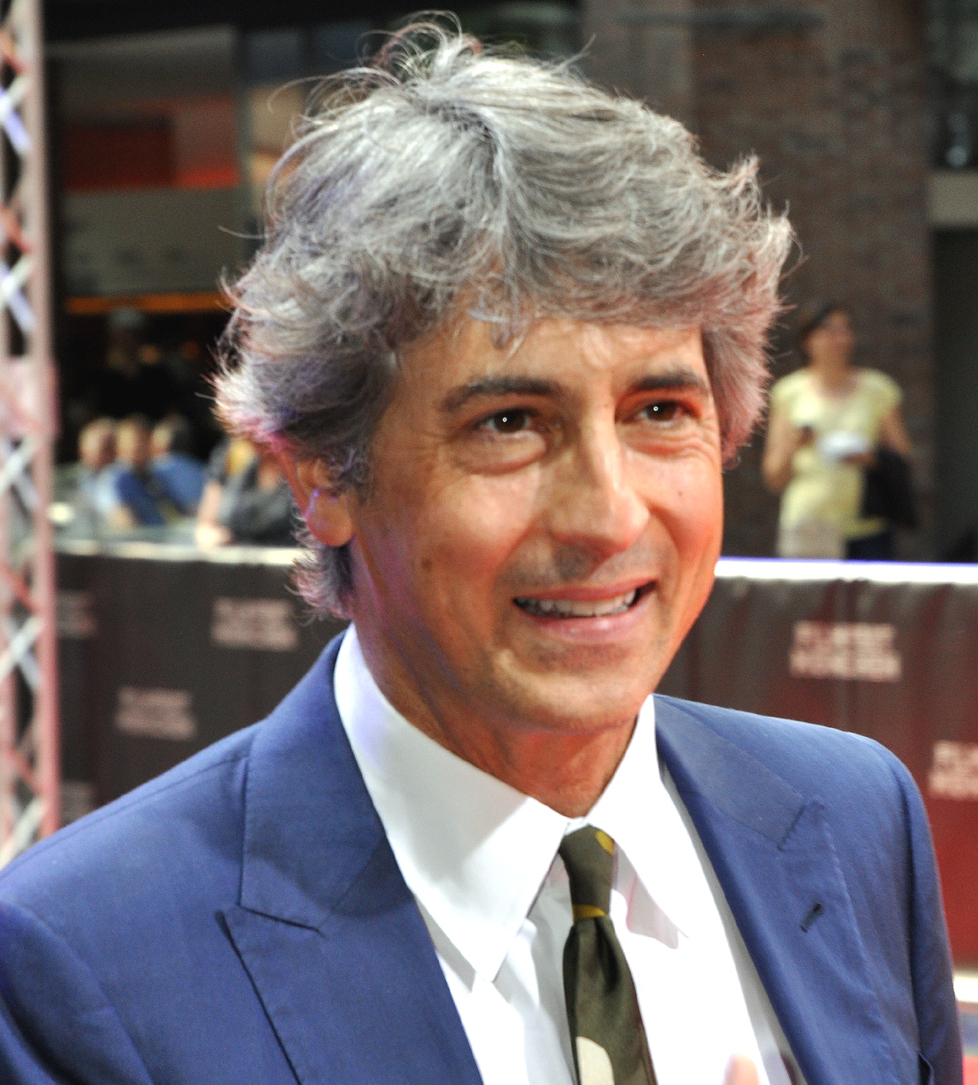
奧斯卡最佳改編劇本獎得主亞歷山大·潘恩
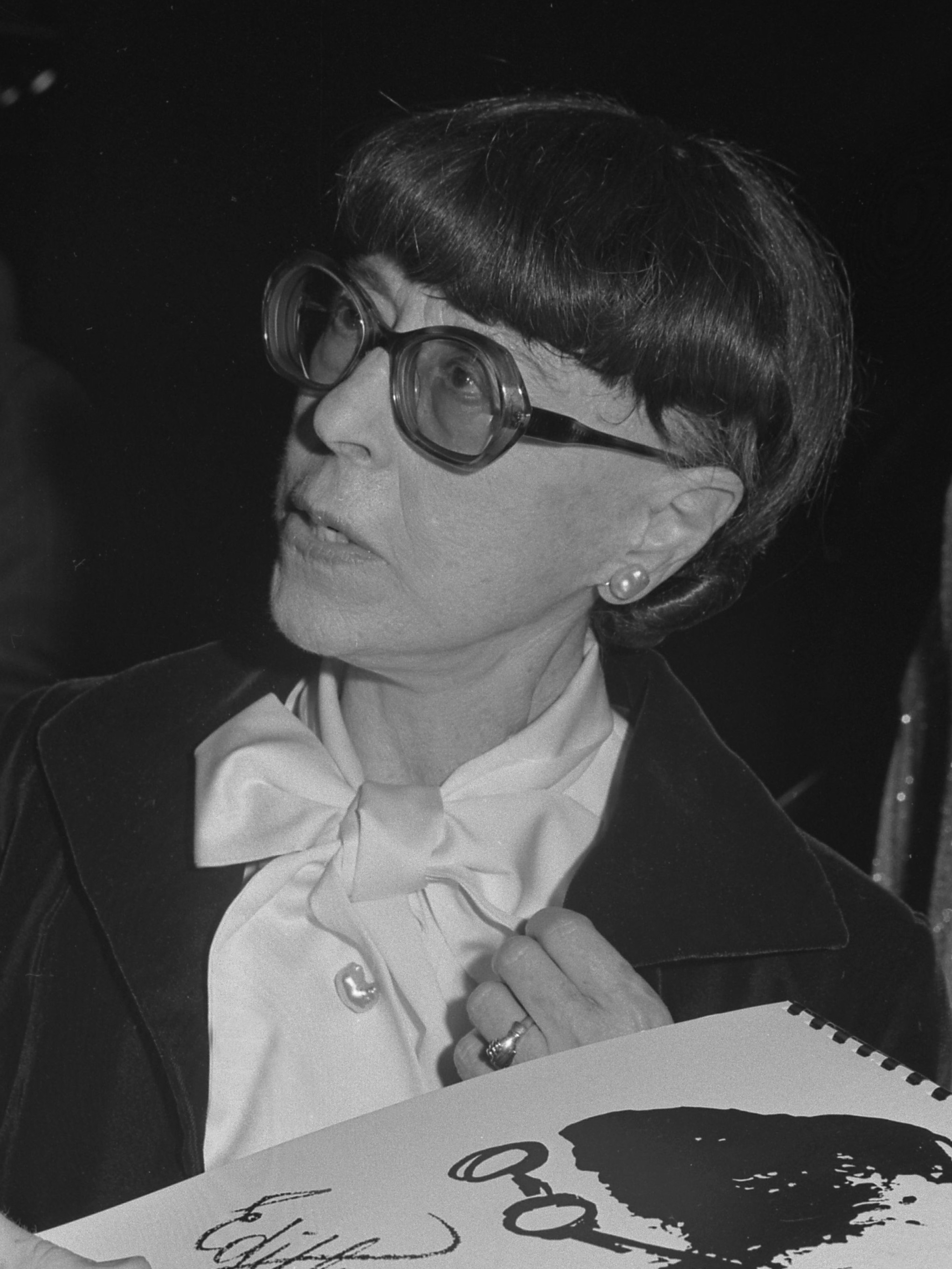
8次奧斯卡最佳服裝設計獎得主伊迪絲·海德

科學界著名校友包含諾貝爾生理學或醫學獎得主蘭迪·謝克曼、諾貝爾化學獎得主卡爾·巴里·沙普利斯（兩度獲諾貝爾獎，史上第五人）、達德利·赫施巴赫、羅傑·科恩伯格、保羅·莫德里奇、諾貝爾物理學獎得主艾瑞克·康乃爾、卡爾·威曼、理查·愛德華·泰勒、諾貝爾經濟學獎得主阿爾文·羅思、奧立佛·威廉森、保羅·米爾格龍、夏仙義·亞諾什·卡羅伊、本特·霍姆斯壯、圖靈獎得主馬丁·赫爾曼、羅伯特·塔揚、約翰·霍普克洛夫特、羅納德·李維斯特、網際網路之父文頓·瑟夫、第二位女性圖靈獎得主芭芭拉·利斯科夫、資訊處理語言發明人艾倫·紐厄爾、亞洲第一位圖靈獎獲得者拉吉·瑞迪、λ噬菌體發現者埃絲特·萊德伯格、雷射發明人西奧多·梅曼、GPS發明人布拉德福德·帕金森、認知科學家侯世達、美國第一位女性太空人莎莉·萊德、世界第一位女性太空梭駕駛員艾琳·科林斯等。

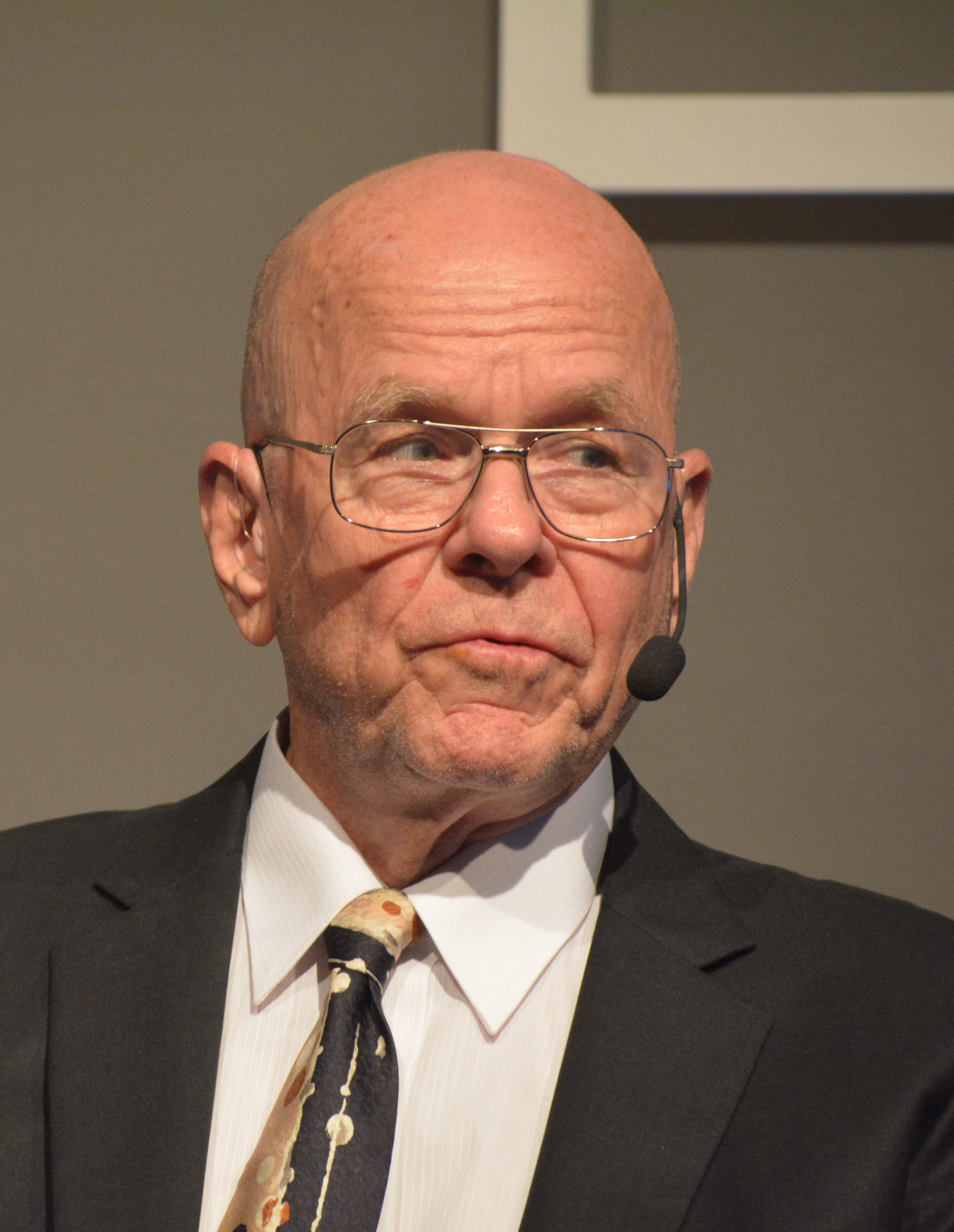
兩度諾貝爾化學獎得主卡爾·巴里·沙普利斯
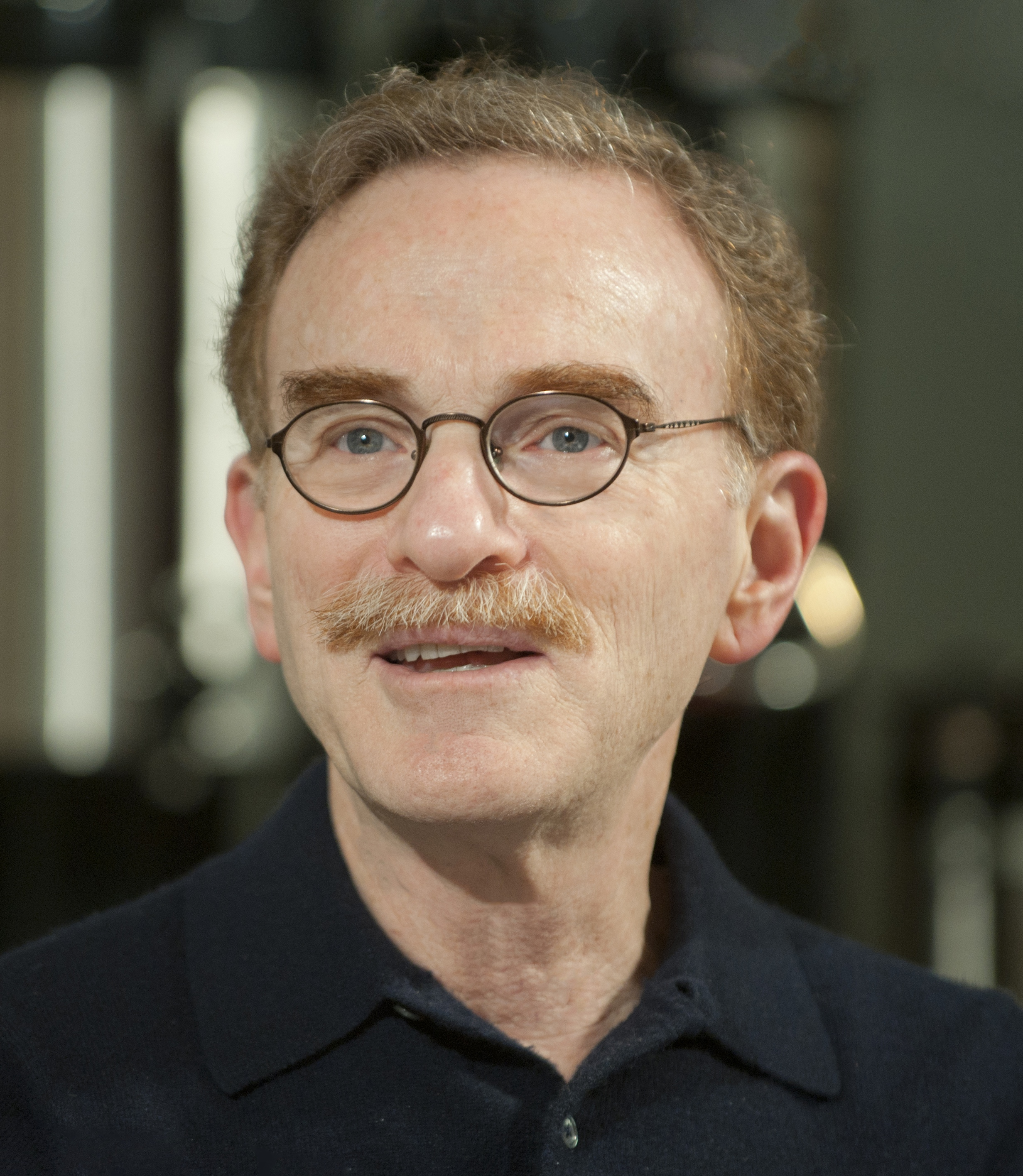
諾貝爾生理學或醫學獎得主蘭迪·謝克曼
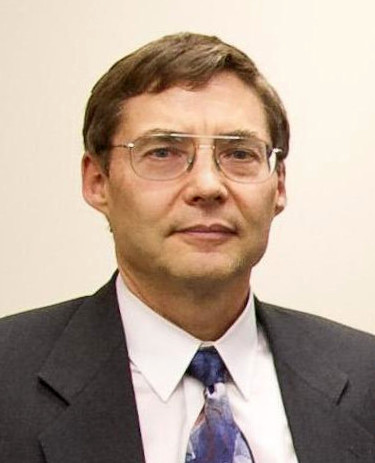
諾貝爾物理學獎得主卡爾·威曼
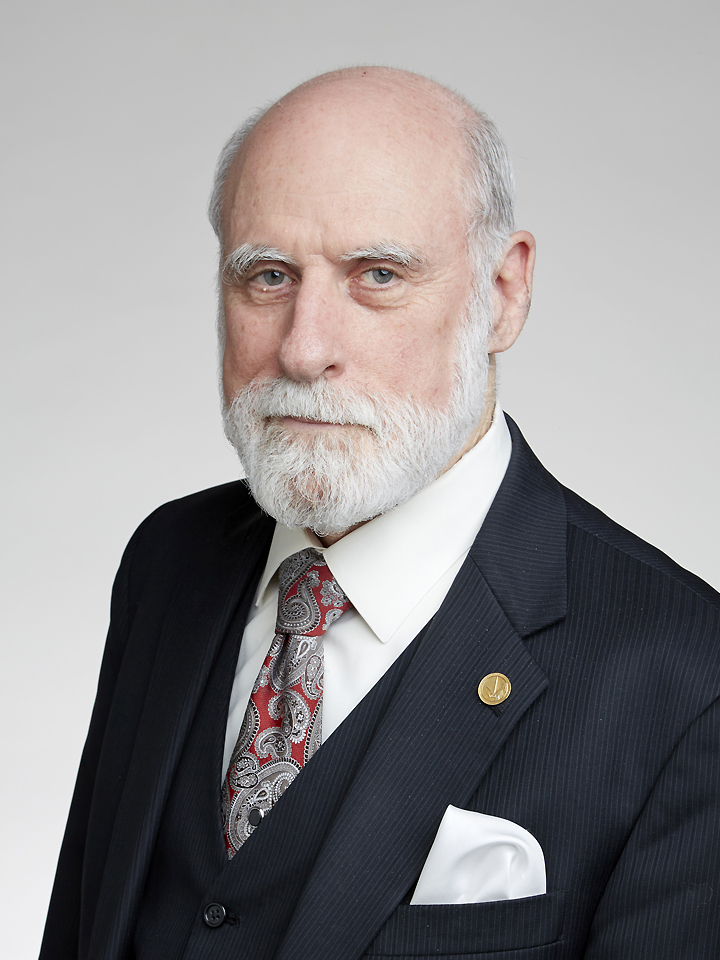
網際網路之父文頓·瑟夫
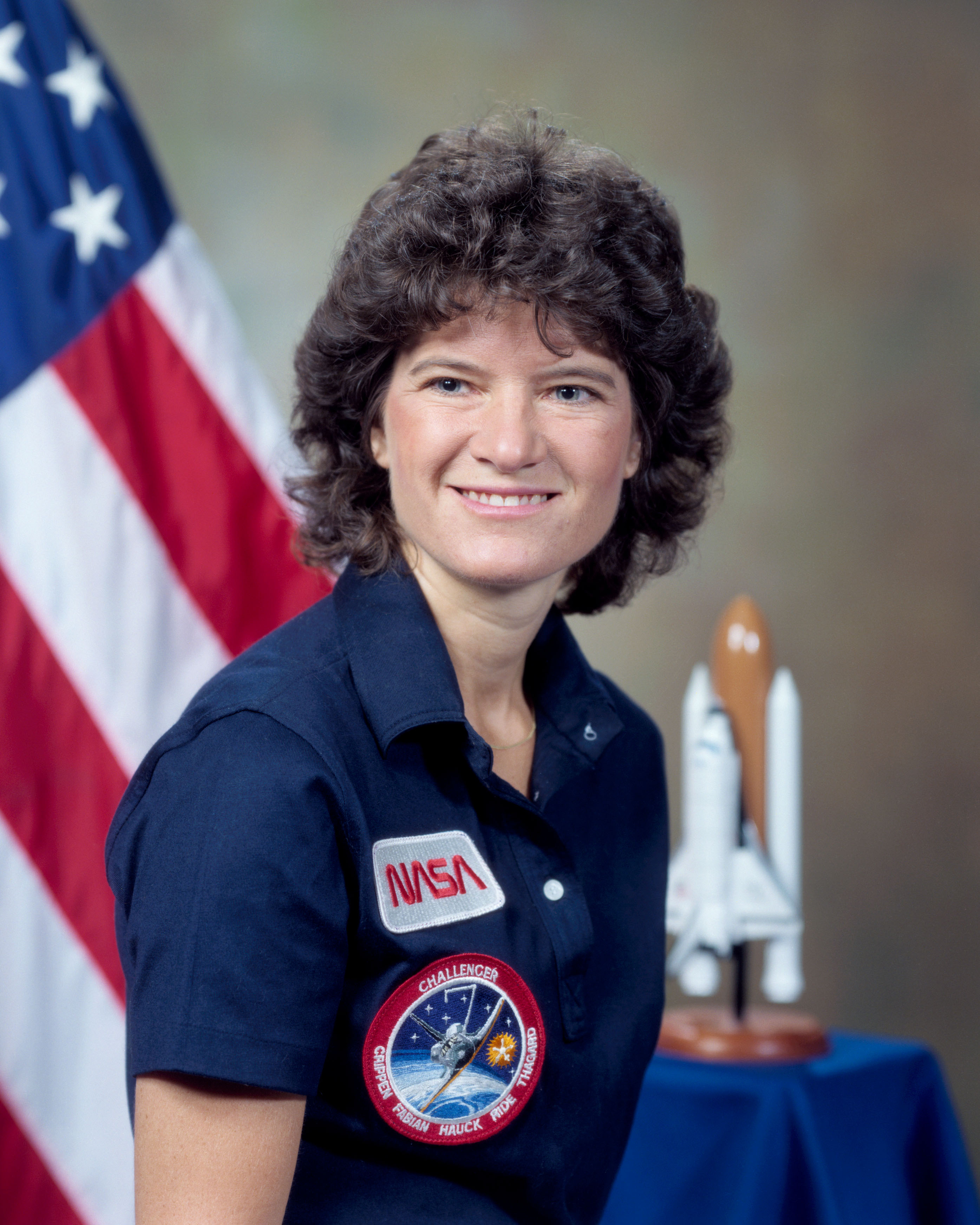
美國第一位女性太空人莎莉·萊德

體育界著名校友包含游泳運動員姬蒂·雷德基（9次奧運金牌）、珍妮特·埃文斯、珍妮·湯普森（8次奧運金牌）、西蒙娜·曼努埃爾、高爾夫運動員老虎伍茲、魏聖美、湯姆·沃森、網球運動員約翰·馬克安諾（7次大滿貫單打冠軍、9次大滿貫雙打冠軍）、鮑伯·布萊恩（16次大滿貫雙打冠軍）、麥克·布萊恩（16次大滿貫雙打冠軍）、自由式滑雪運動員谷愛凌、擊劍運動員江旻憓、棒球運動員麥克·穆西納、沙灘排球運動員克麗·沃爾什、速度滑冰運動員埃里克·海登（5次奧運金牌）、撐杆跳高運動員卡特琳娜·史蒂芬尼迪、田徑運動員瓦萊麗·奧爾曼、籃球運動員比爾·華頓、羅賓·羅培茲、賽艇運動員埃爾·洛根、足球運動員克莉絲汀·普雷斯、凱莉·歐哈拉、朱莉·福迪、美式足球運動員約翰·艾維、水球運動員瑪吉·史蒂芬斯等。截至2020年夏季奧林匹克運動會結束為止，史丹佛大學校友共獲得了302枚奧運獎牌。

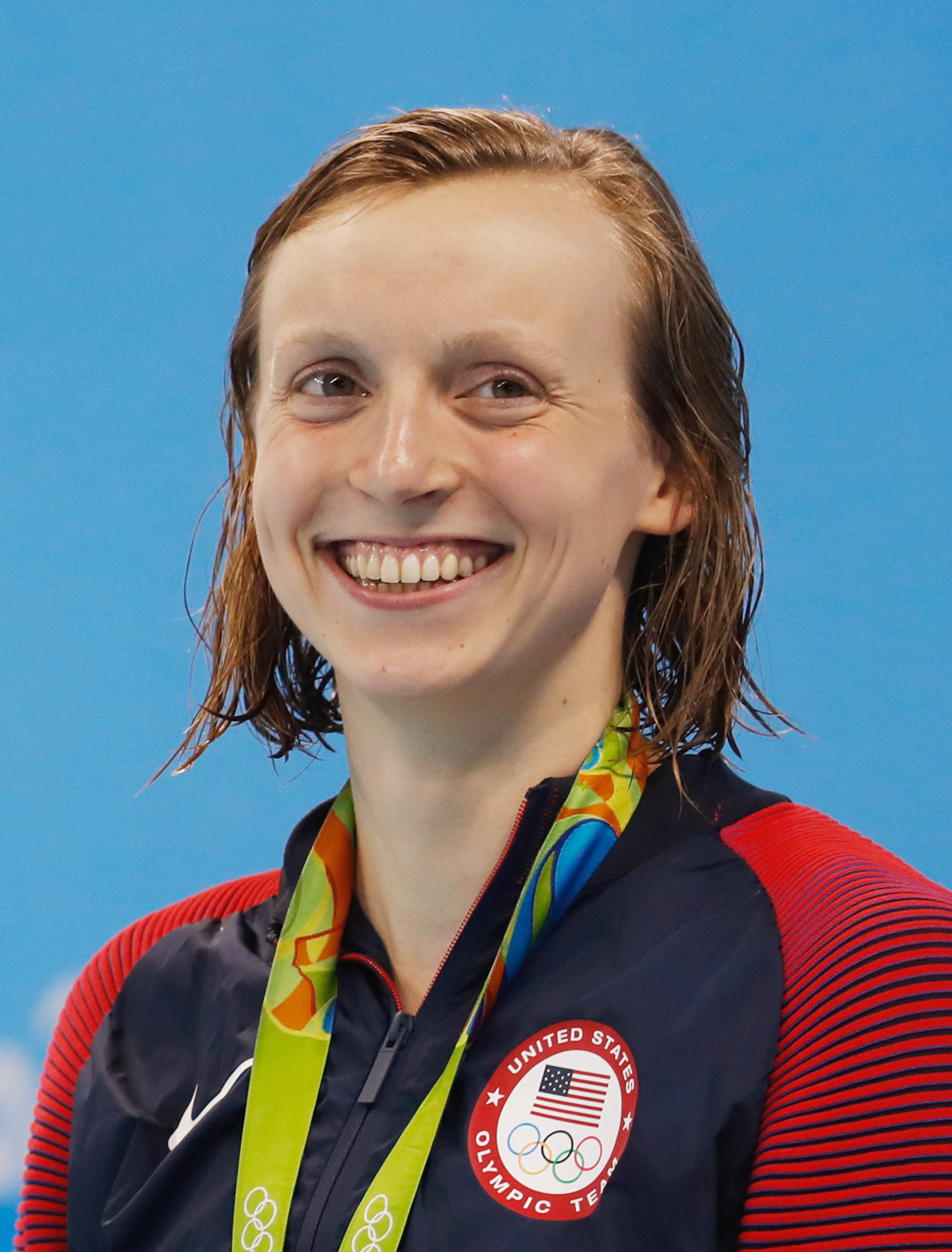
9次奧運游泳金牌得主姬蒂·雷德基
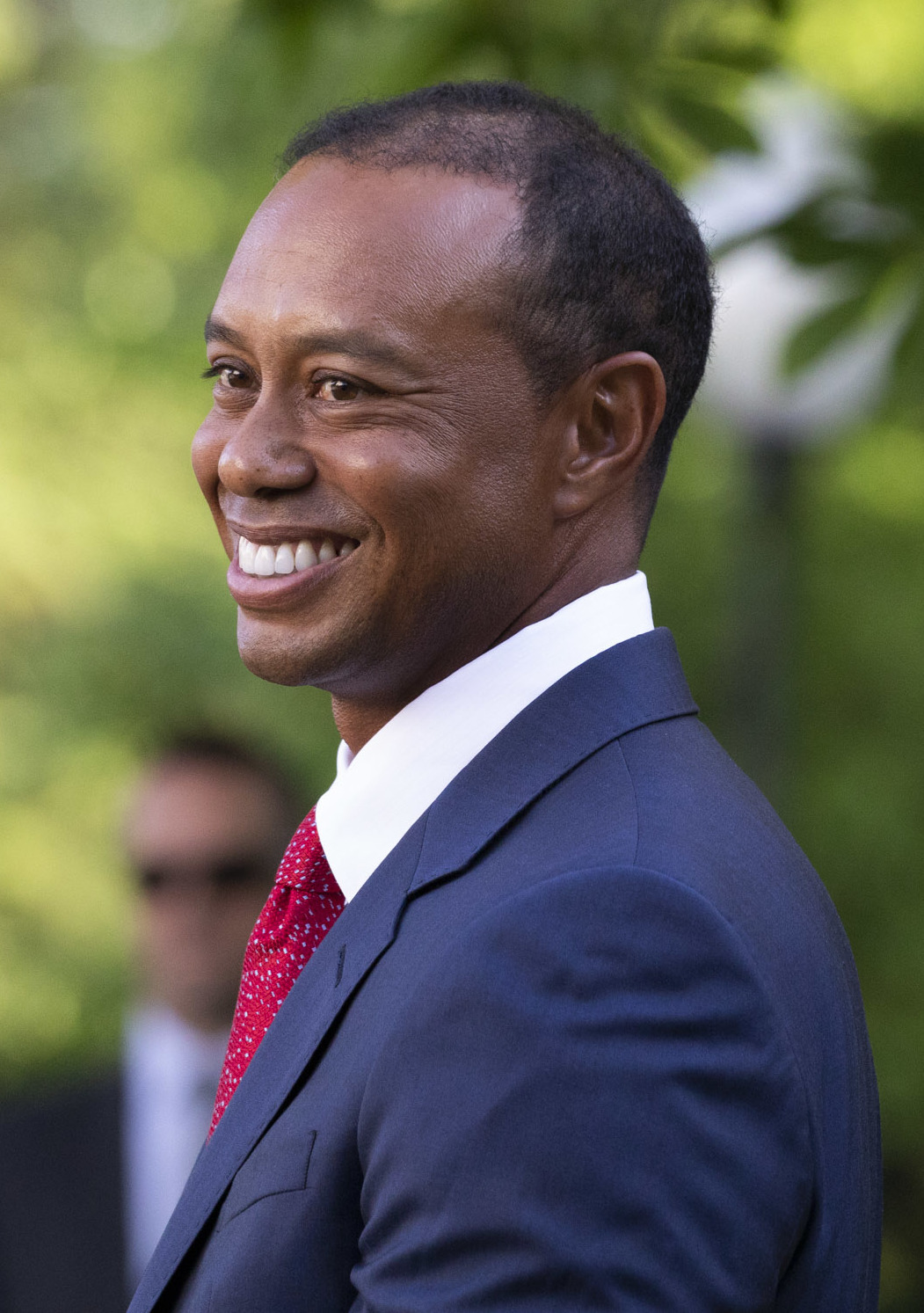
高爾夫運動員老虎伍茲
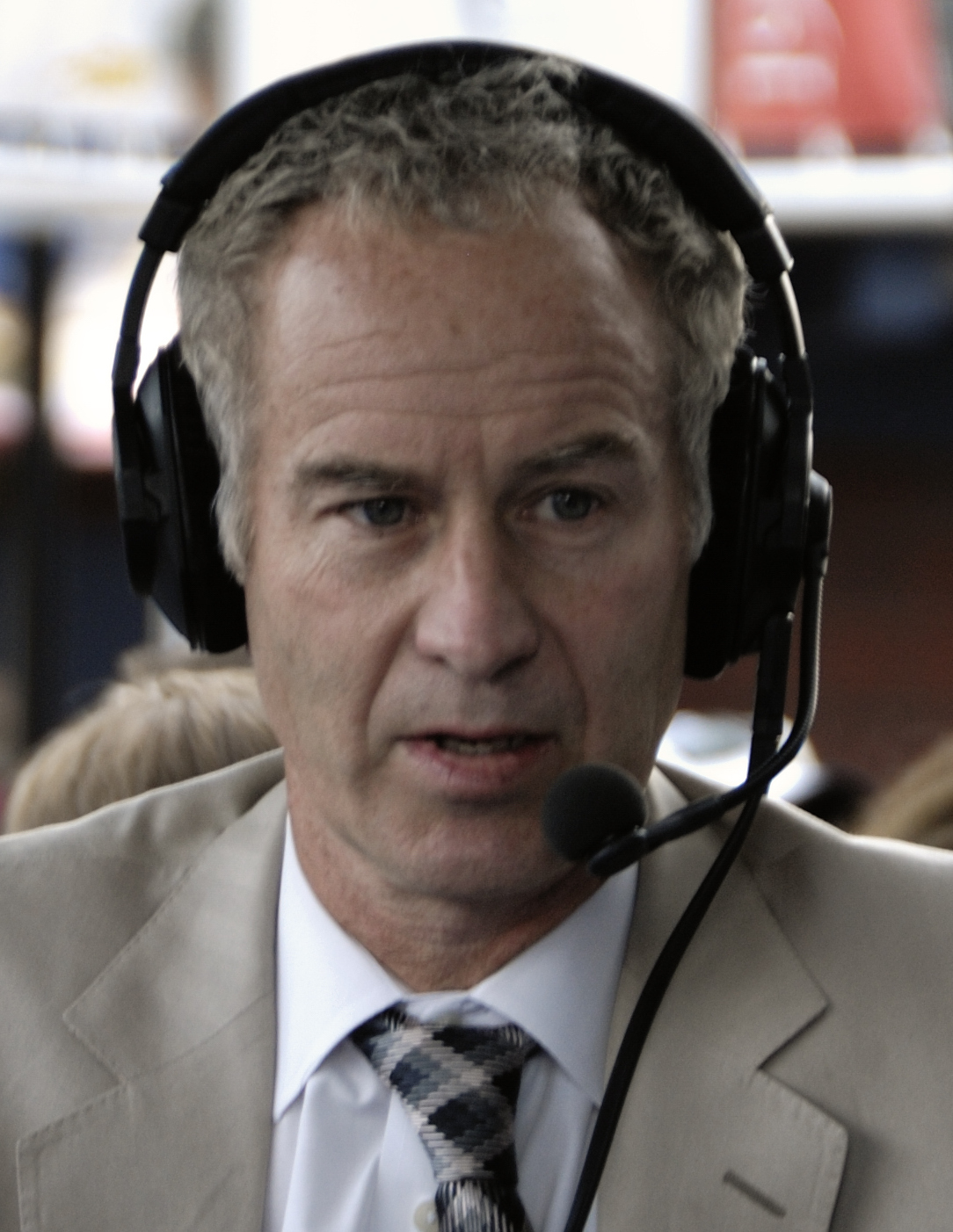
網球運動員約翰·馬克安諾
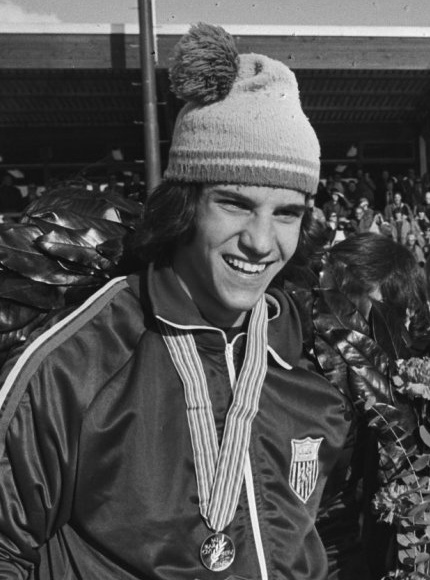
5次奧運速度滑冰金牌得主埃里克·海登
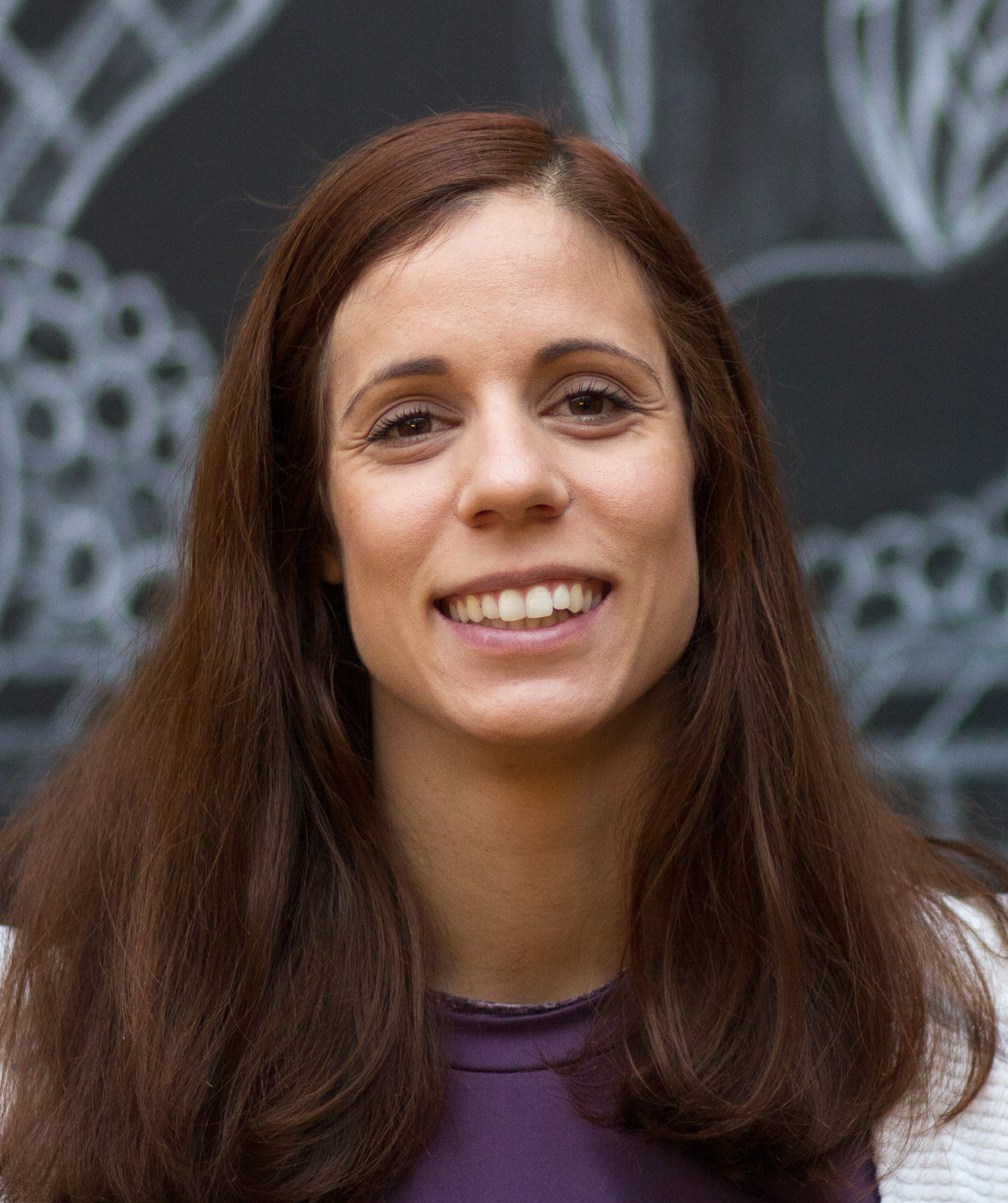
撐杆跳高運動員卡特琳娜·史蒂芬尼迪

## 延伸閱讀
- Lee Altenberg, Beyond Capitalism: Leland Stanford's Forgotten Vision（页面存档备份，存于）（Stanford Historical Society, 1990）
- Ronald N. Bracewell, Trees of Stanford and Environs（Stanford Historical Society, 2005）
- Ken Fenyo, The Stanford Daily 100 Years of Headlines（2003-10-01）ISBN 978-0-9743654-0-4
- Jean Fetter, Questions and Admissions: Reflections on 100,000 Admissions Decisions at Stanford（1997-07-01）ISBN 978-0-8047-3158-4
- Ricard Joncas, David Neumann, and Paul V. Turner. Stanford University. The Campus Guide. Princeton Architectural Press, 2006. Available online.
- Stuart W. Leslie, The Cold War and American Science: The Military-Industrial-Academic Complex at MIT and Stanford, 哥倫比亞大學出版社（1994年）
- Rebecca S. Lowen, R. S. Lowen, Creating the Cold War University: The Transformation of Stanford, University of California Press 1997

## 外部連結
- Stanford University （页面存档备份，存于）
- 斯坦福中心·北京大學（页面存档备份，存于）